# Biserica Înălțarea Domnului din Săliște

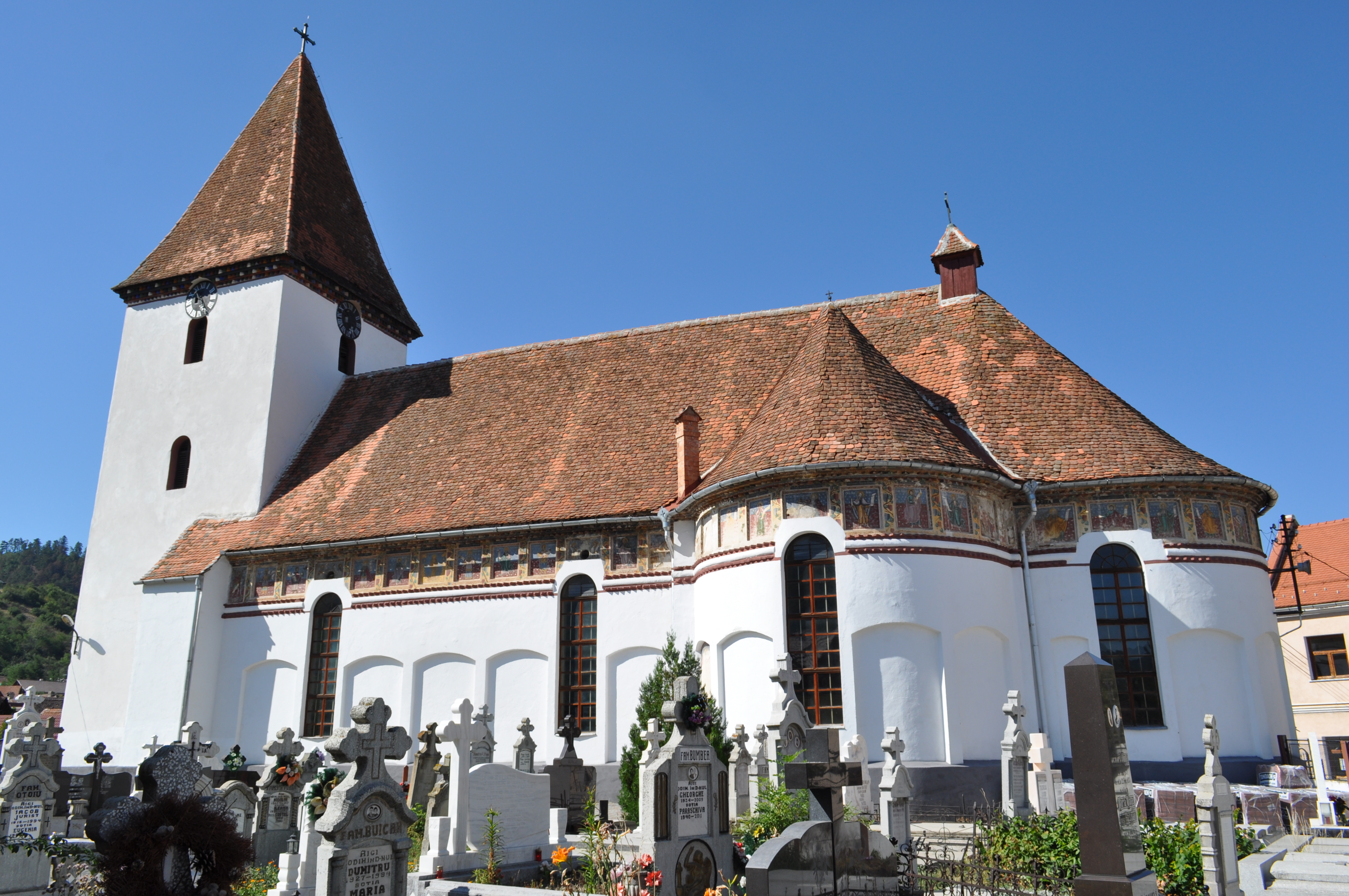
Biserica „Înălțarea Domnului”, oraș Săliște, județul Sibiu, foto: august 2012.

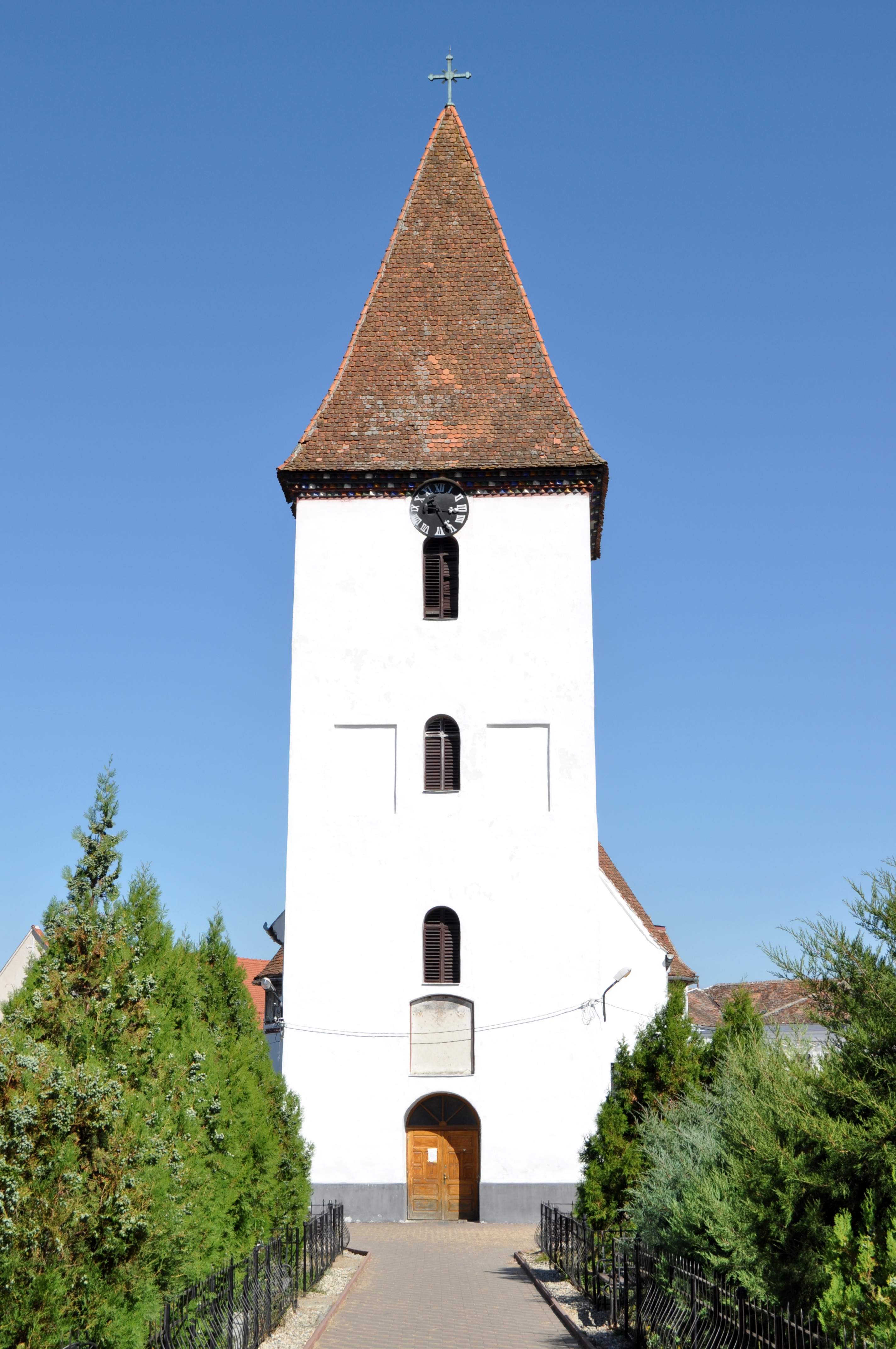
Biserica „Înălțarea Domnului”, oraș Săliște, județul Sibiu, foto: august 2012.

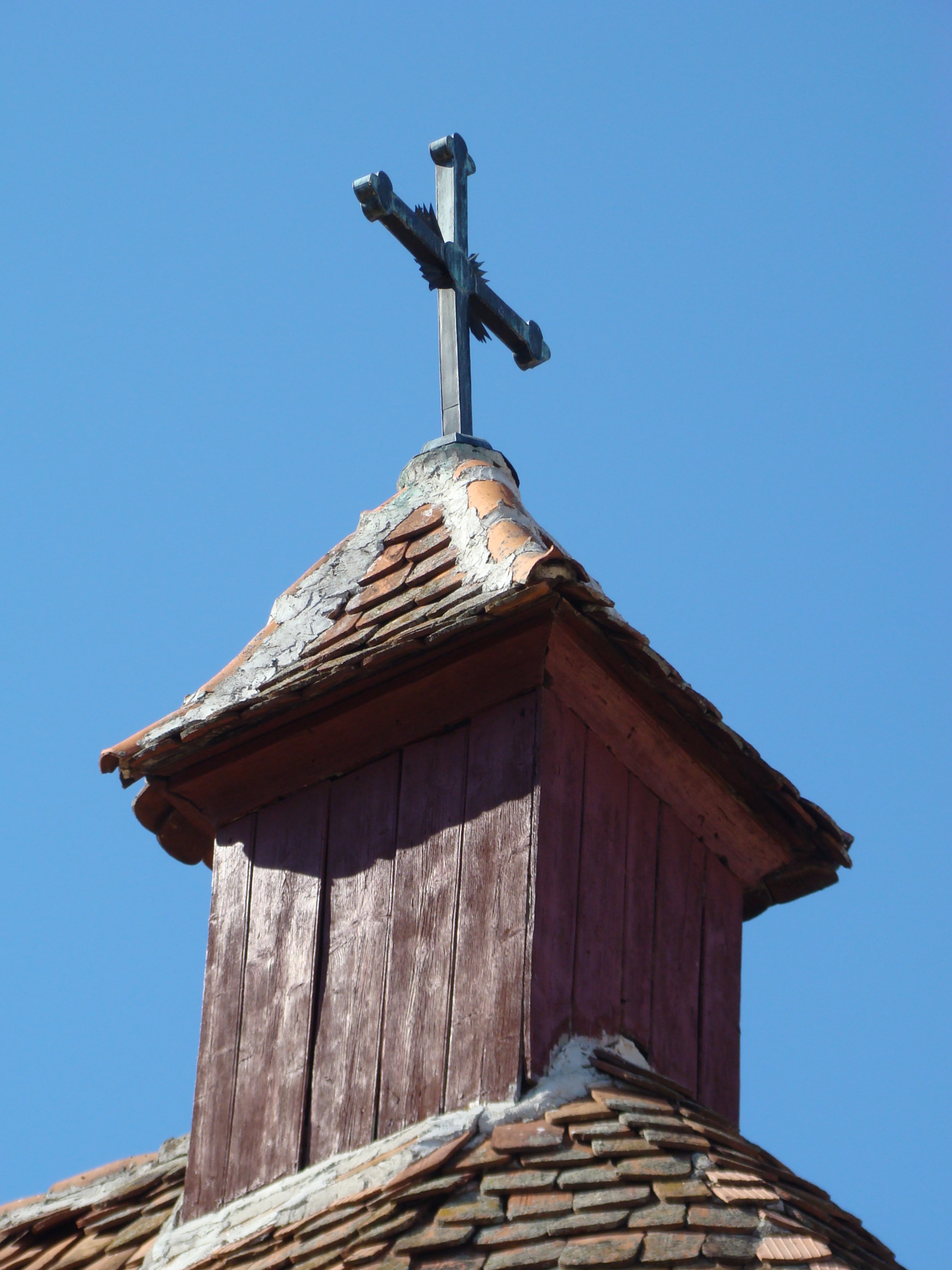
Turnulețul construit peste terminația de est a coamei acoperișului, ridicat pentru a contrabalansa turnul de vest.

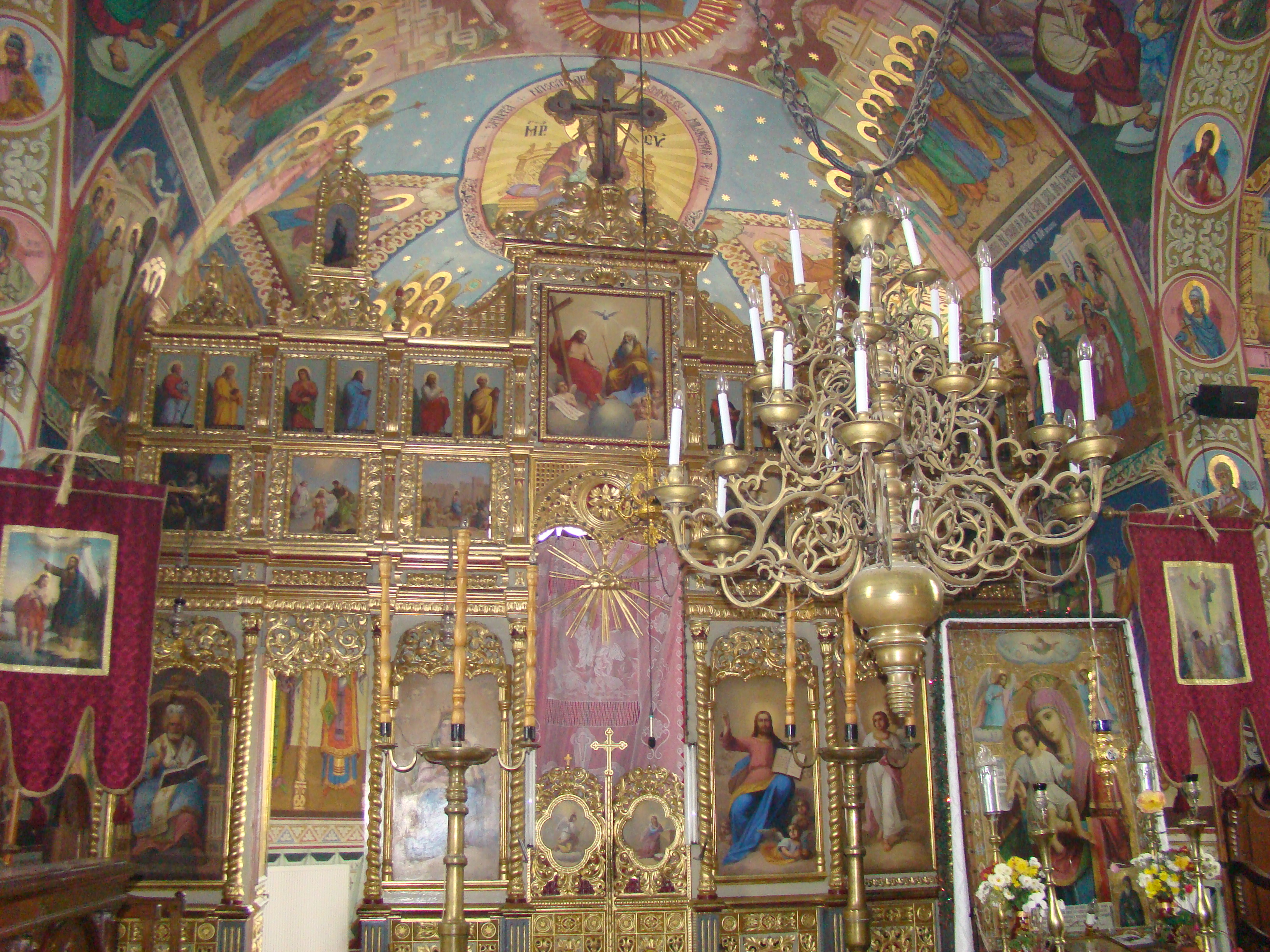
Iconostasul

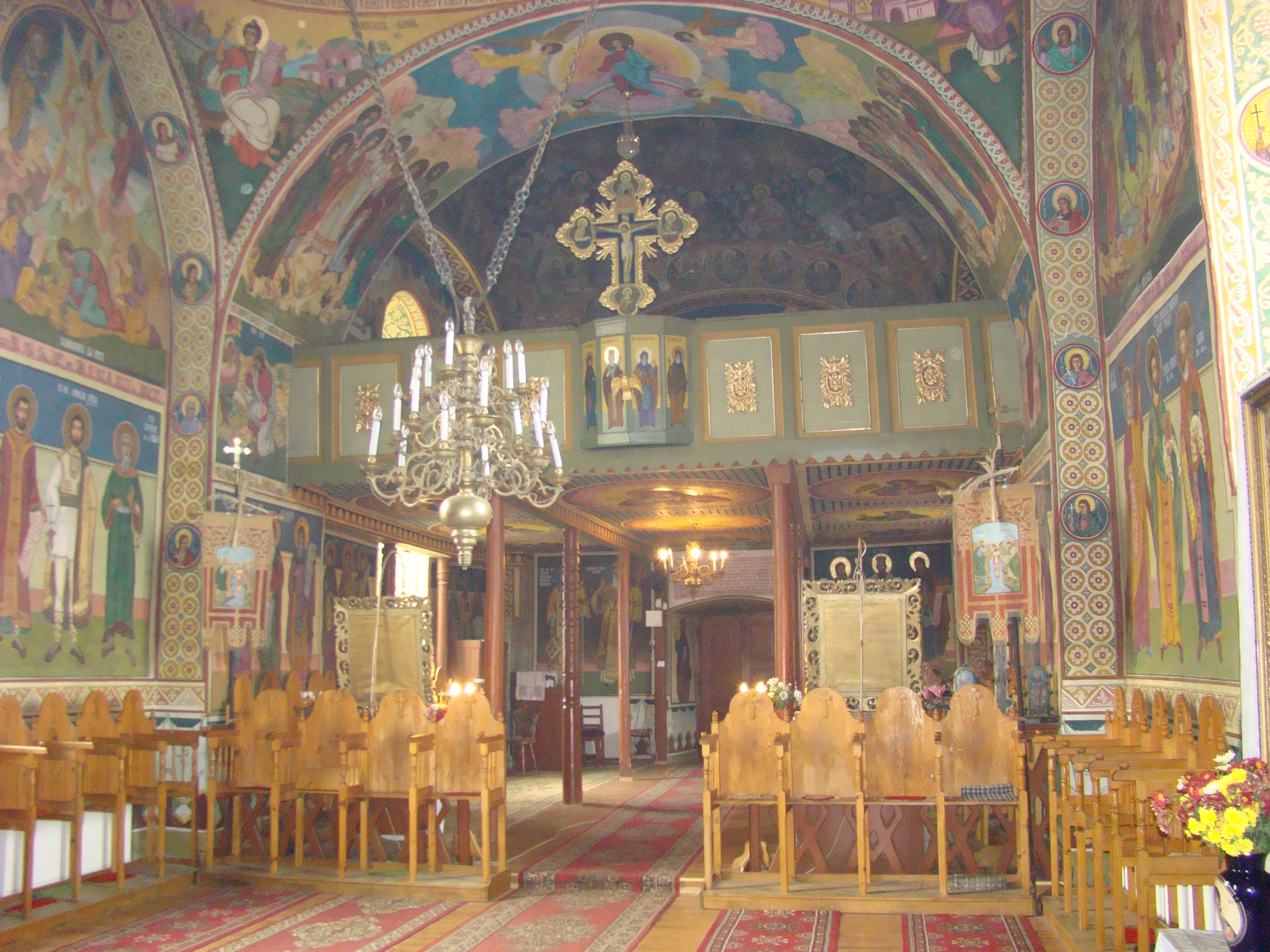
Nava spre ieșire

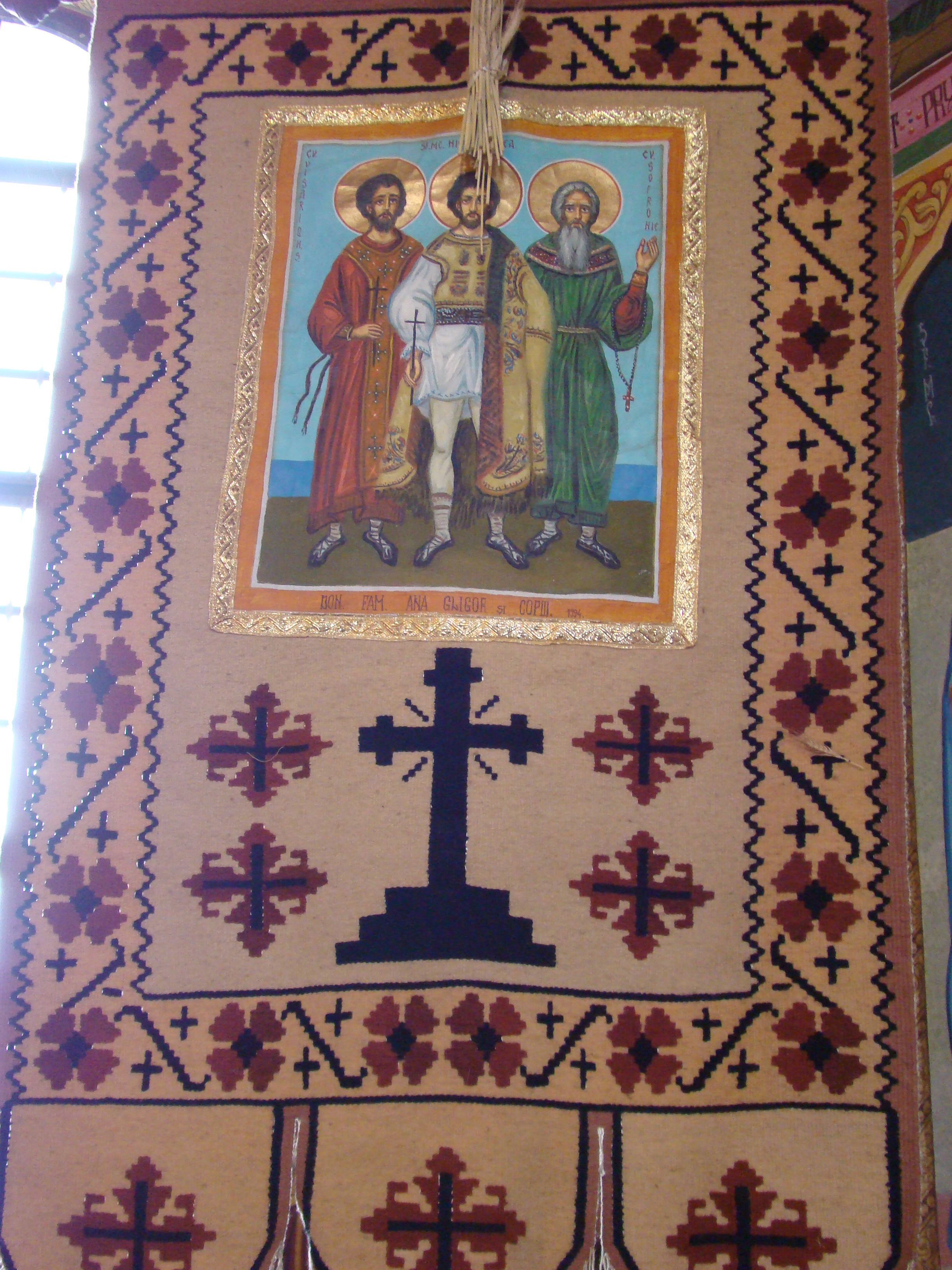
Sfântul Mucenic Oprea

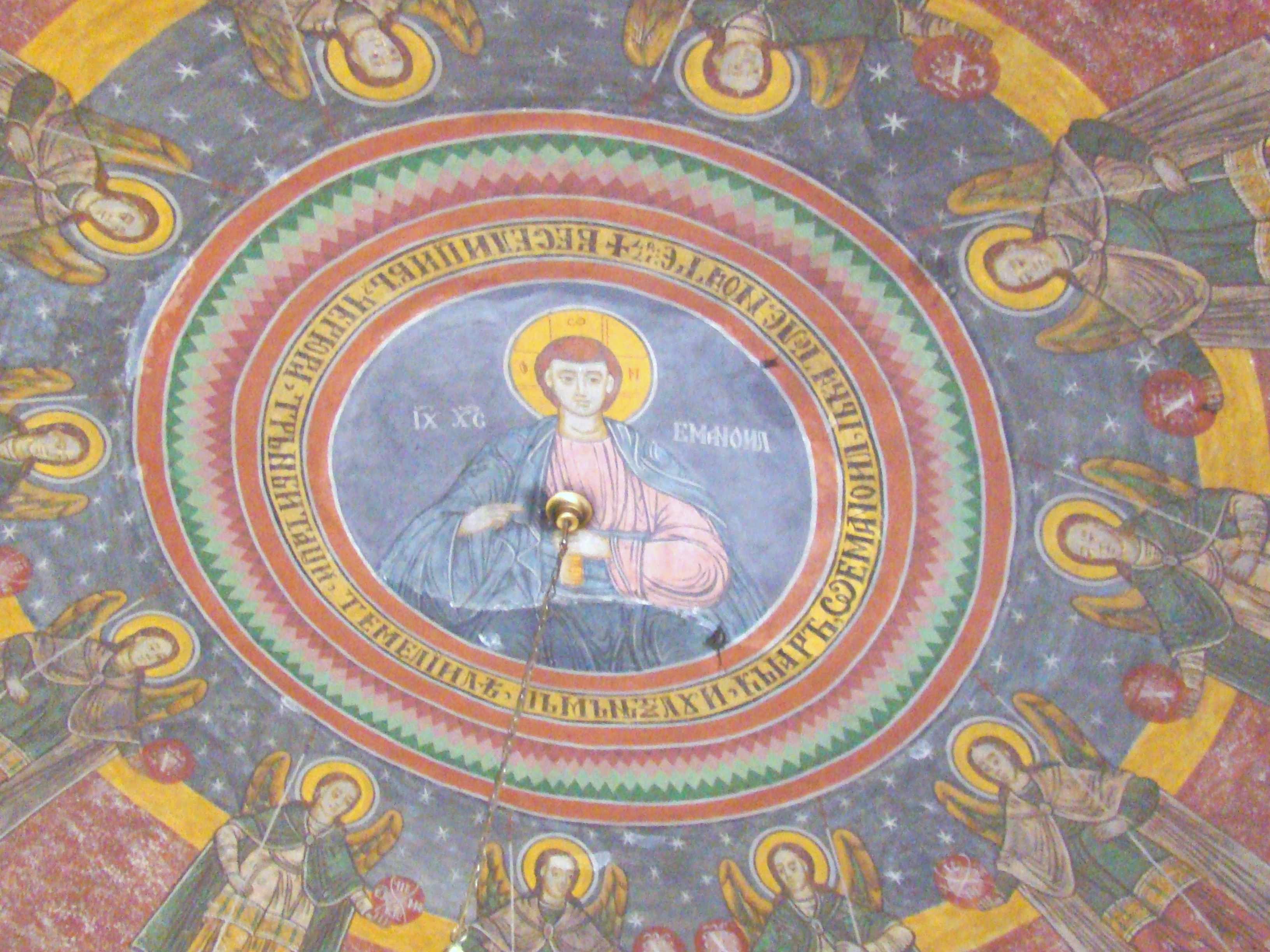
Pictura cupolei (pictura inițială a bisericii, realizată de meșterii sălișteni Ioan Popa și Florian Muntean, ajutați de Ioan din Aciliu, care se mai păstrează doar pe bolta cupolei pronaosului).

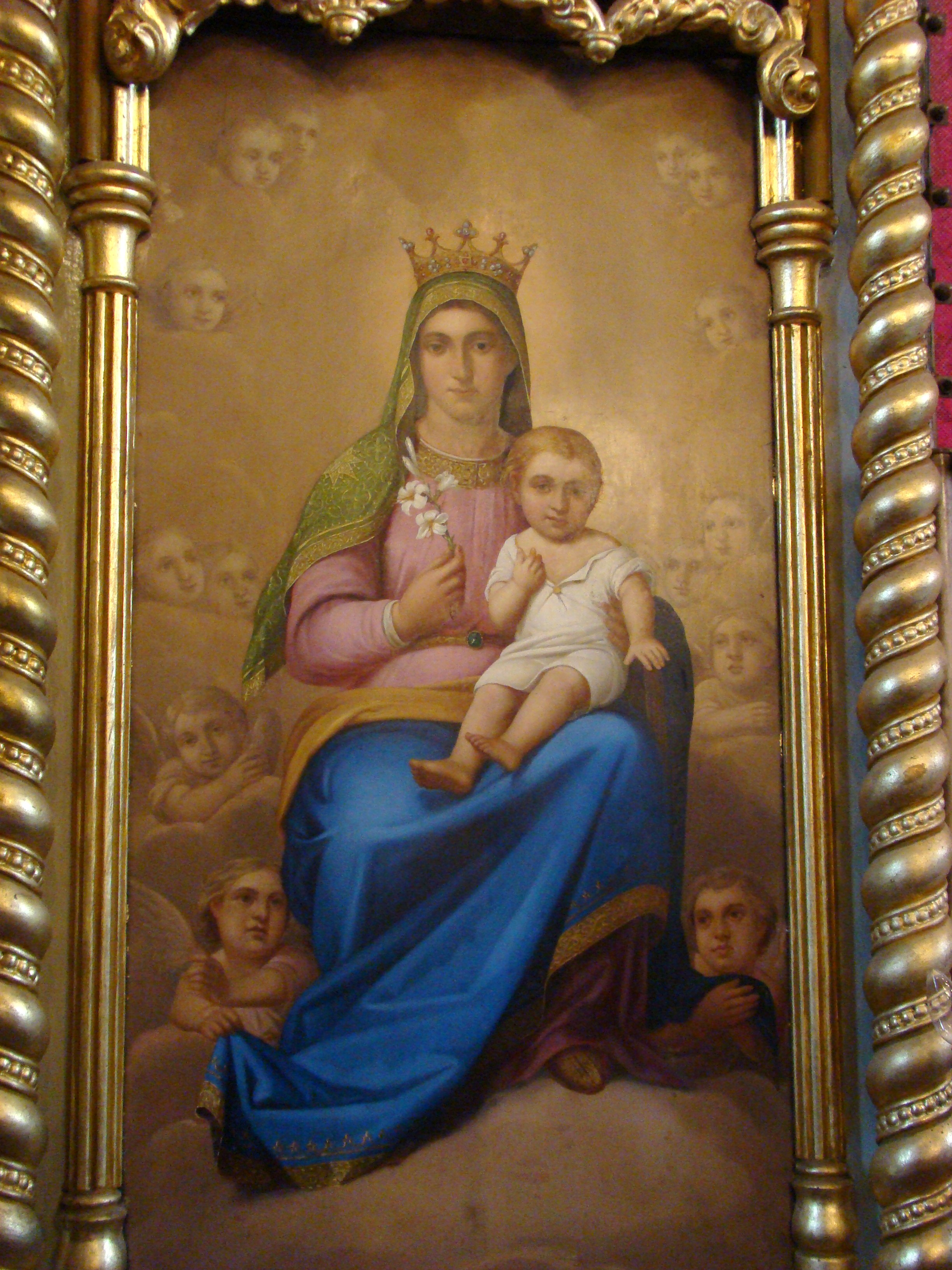
Maica Domnului cu pruncul

Biserica „Înălțarea Domnului”, oraș Săliște, județul Sibiu, a fost construită între 1761-1785, sființită la 13 ianuarie 1786. Lăcașul de cult figurează pe lista monumentelor istorice 2010, cod LMI SB-II-m-A-12539.

## Istoric și trăsături
Lăcașul de cult, cunoscut ca „Biserica Mare”, a fost construit în intervalul 1761-1785. Are plan trilobat, cu altar, naos, pronaos și turn vestic. Arce puternice sprijină altarul și absidele laterale, iar cupolele naosului și pronaosului sunt despărțite prin arce de susținere. Pictura murală a fost realizată în intervalul 1787-1791.  Decorul exterior este alcătuit din arcade oarbe,  încheiate în partea superioară cu arce de cerc.

## Imagini din exterior

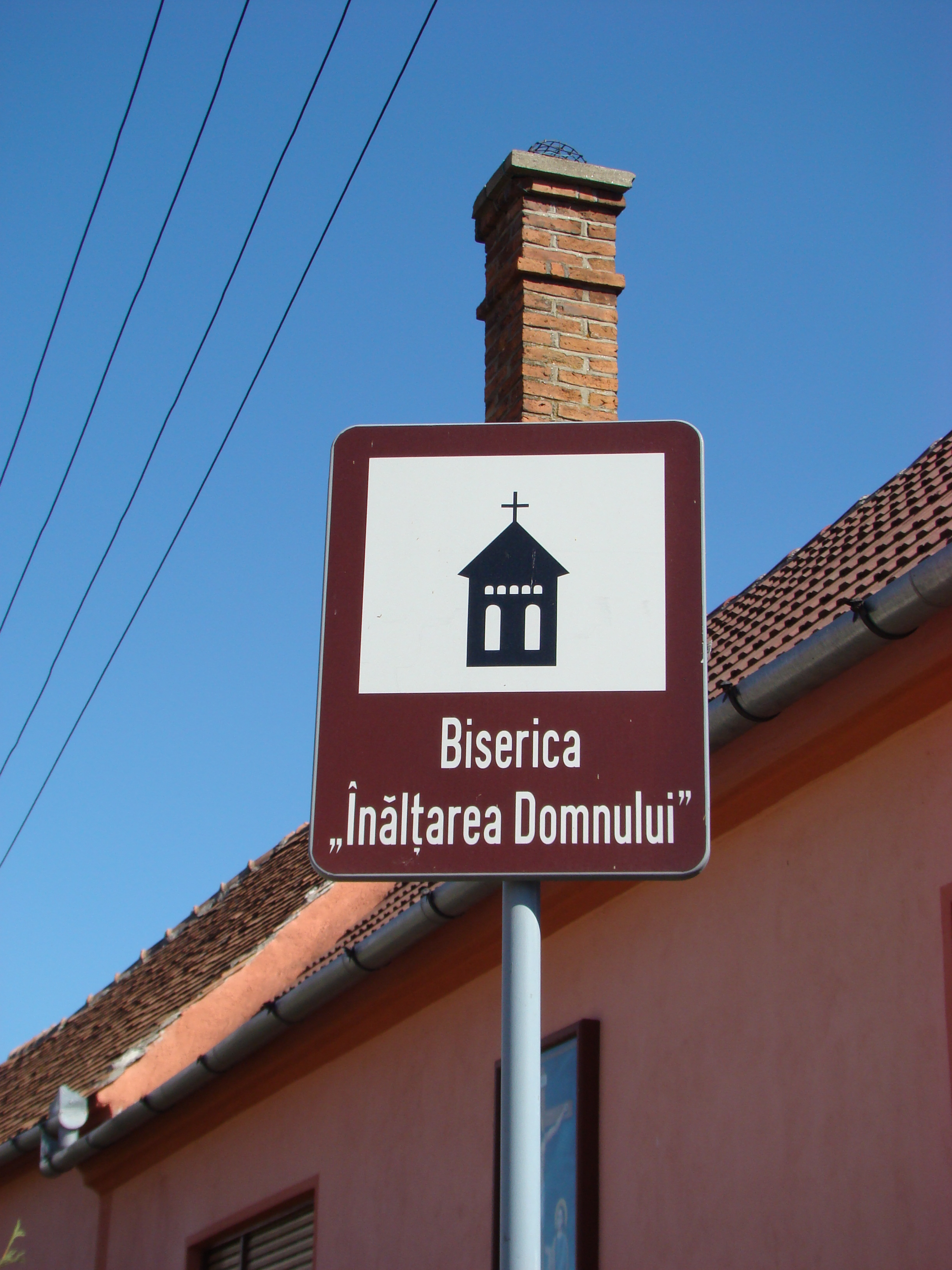
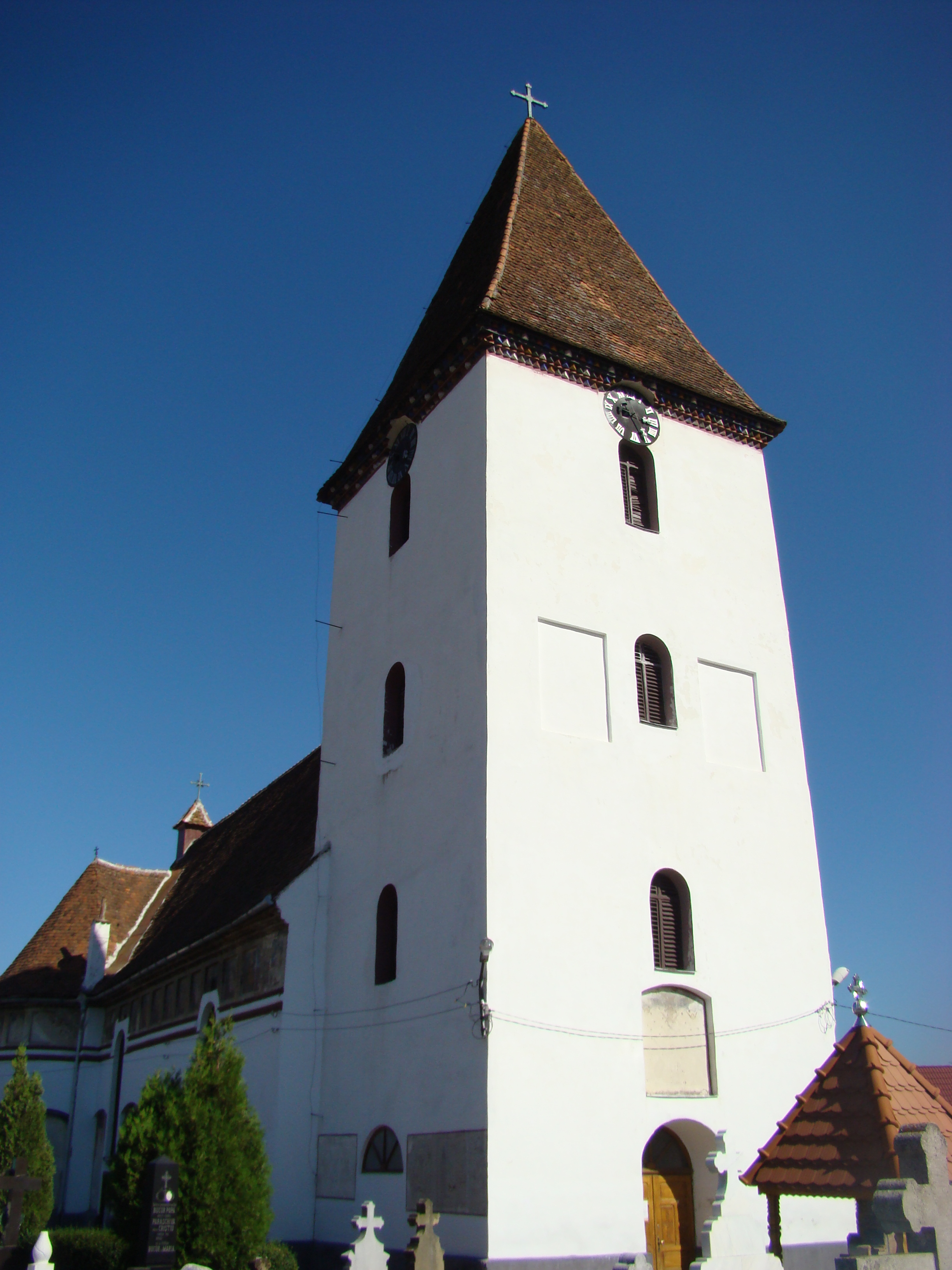
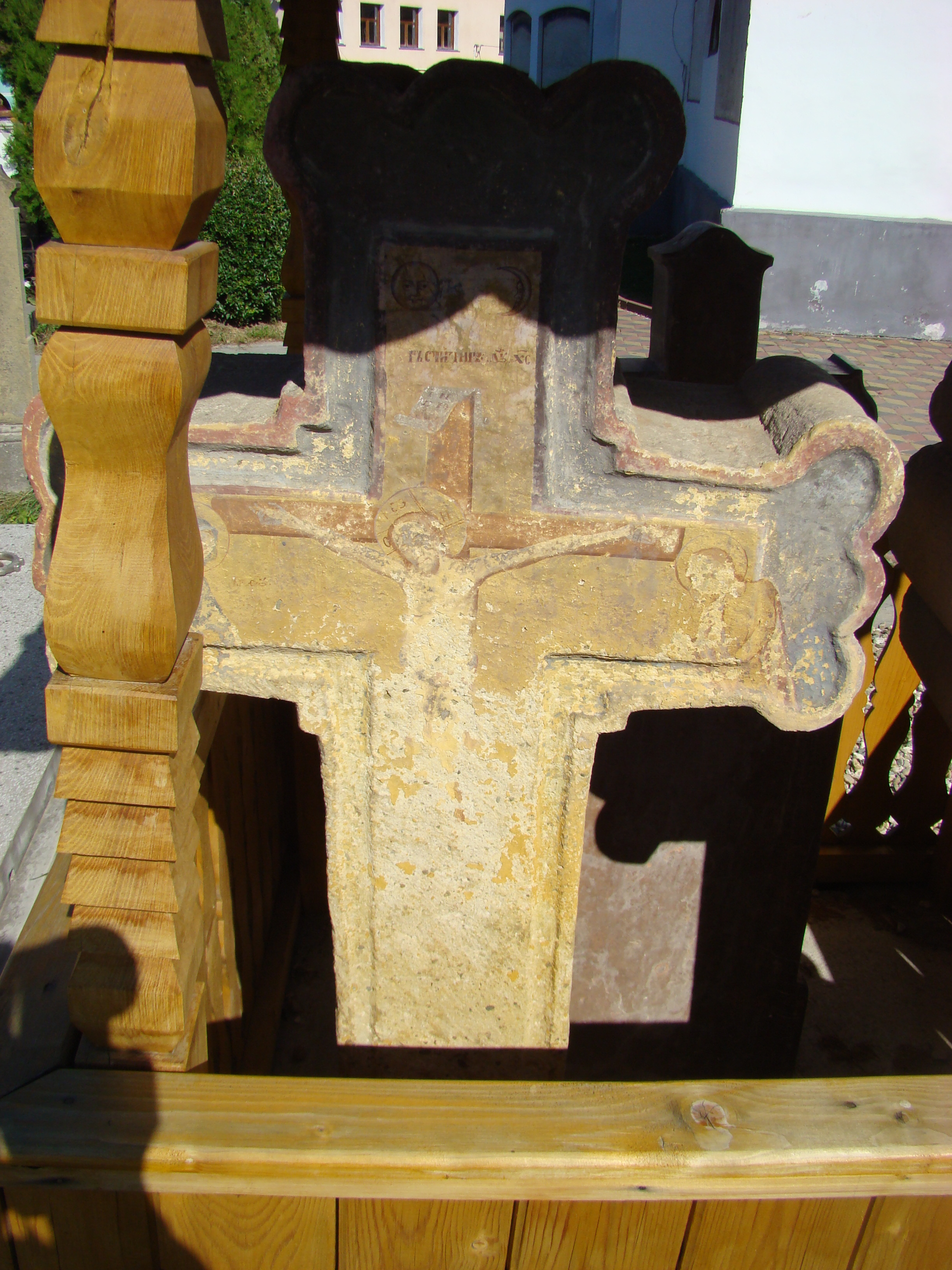
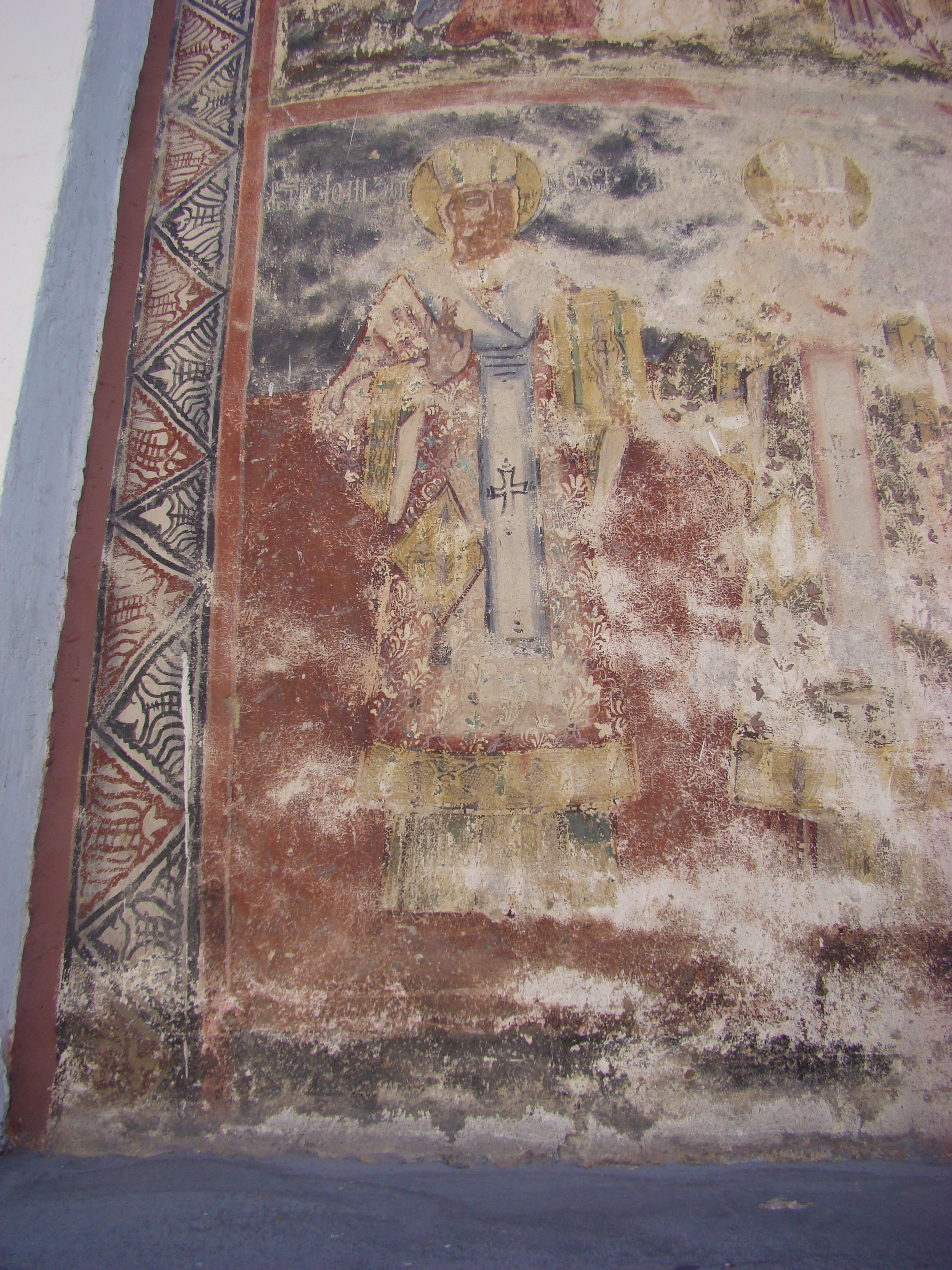
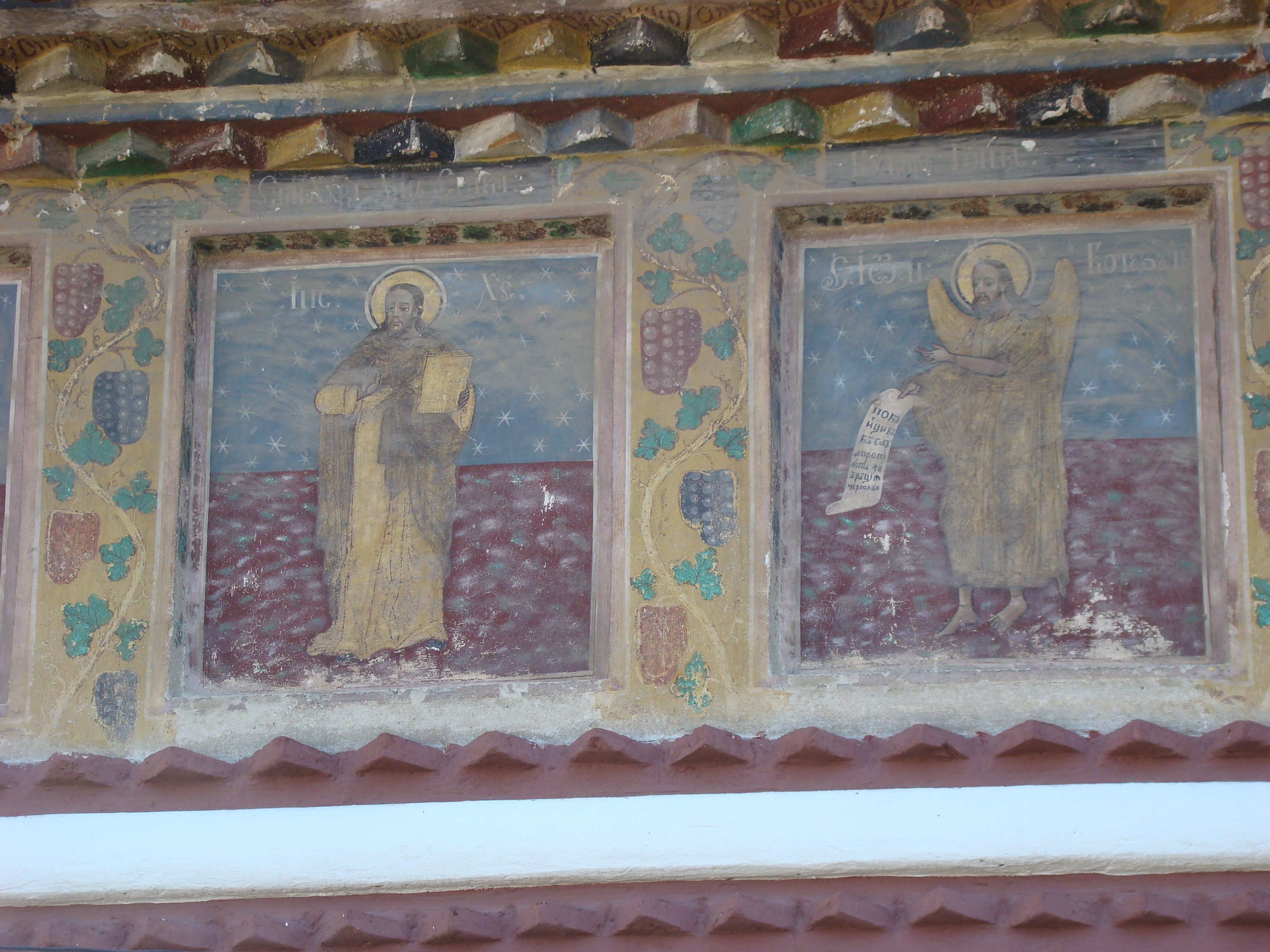
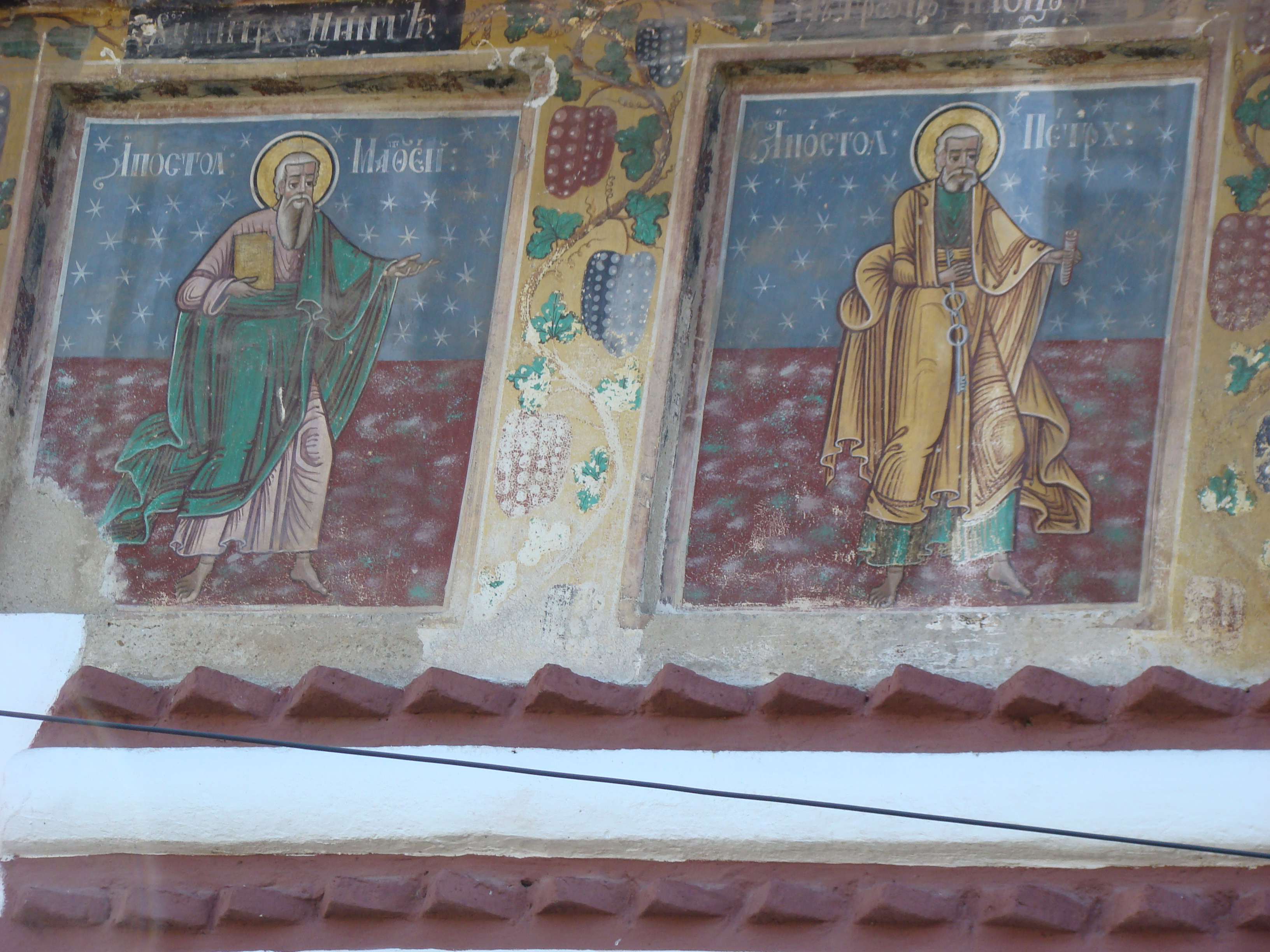
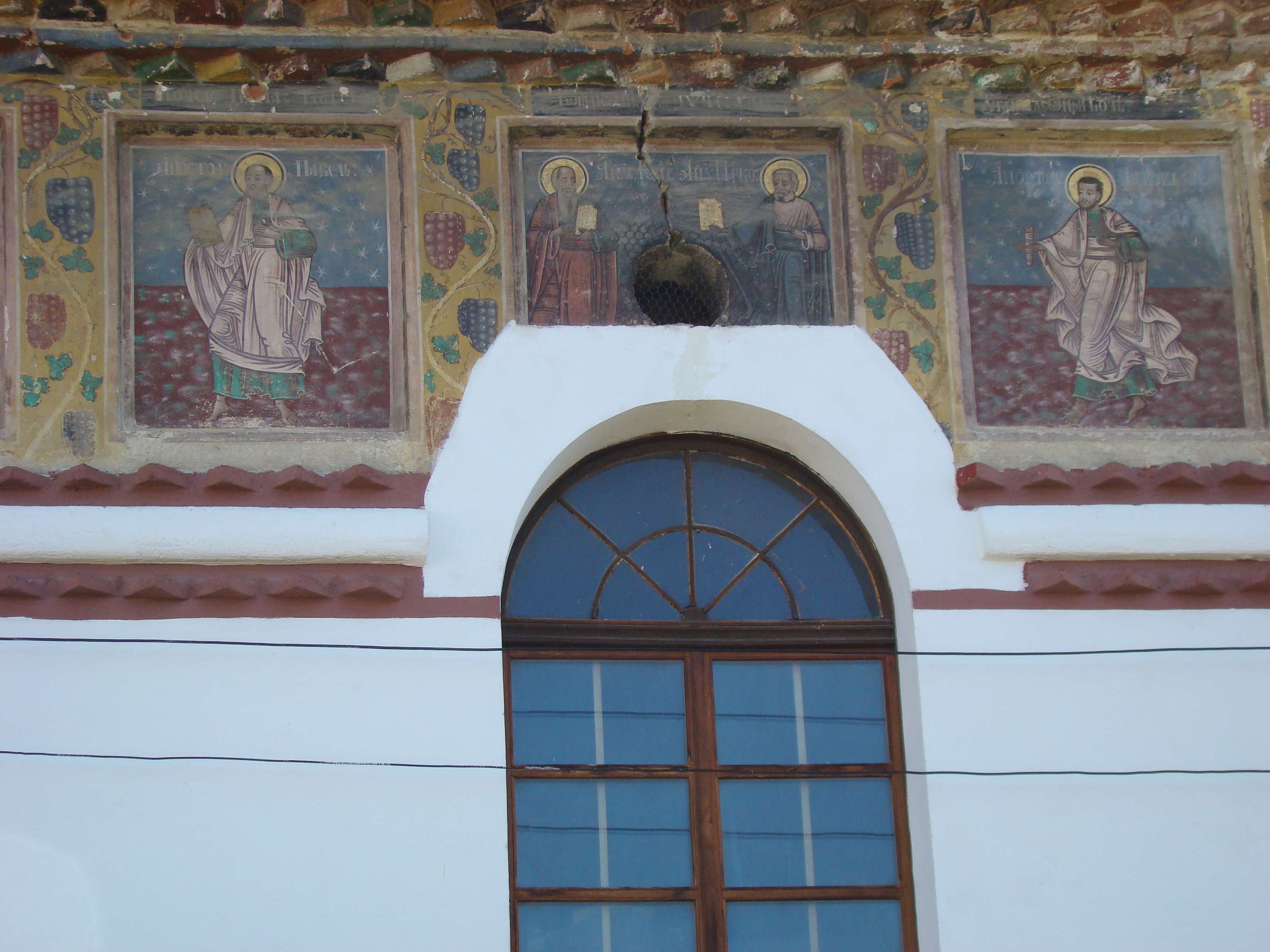
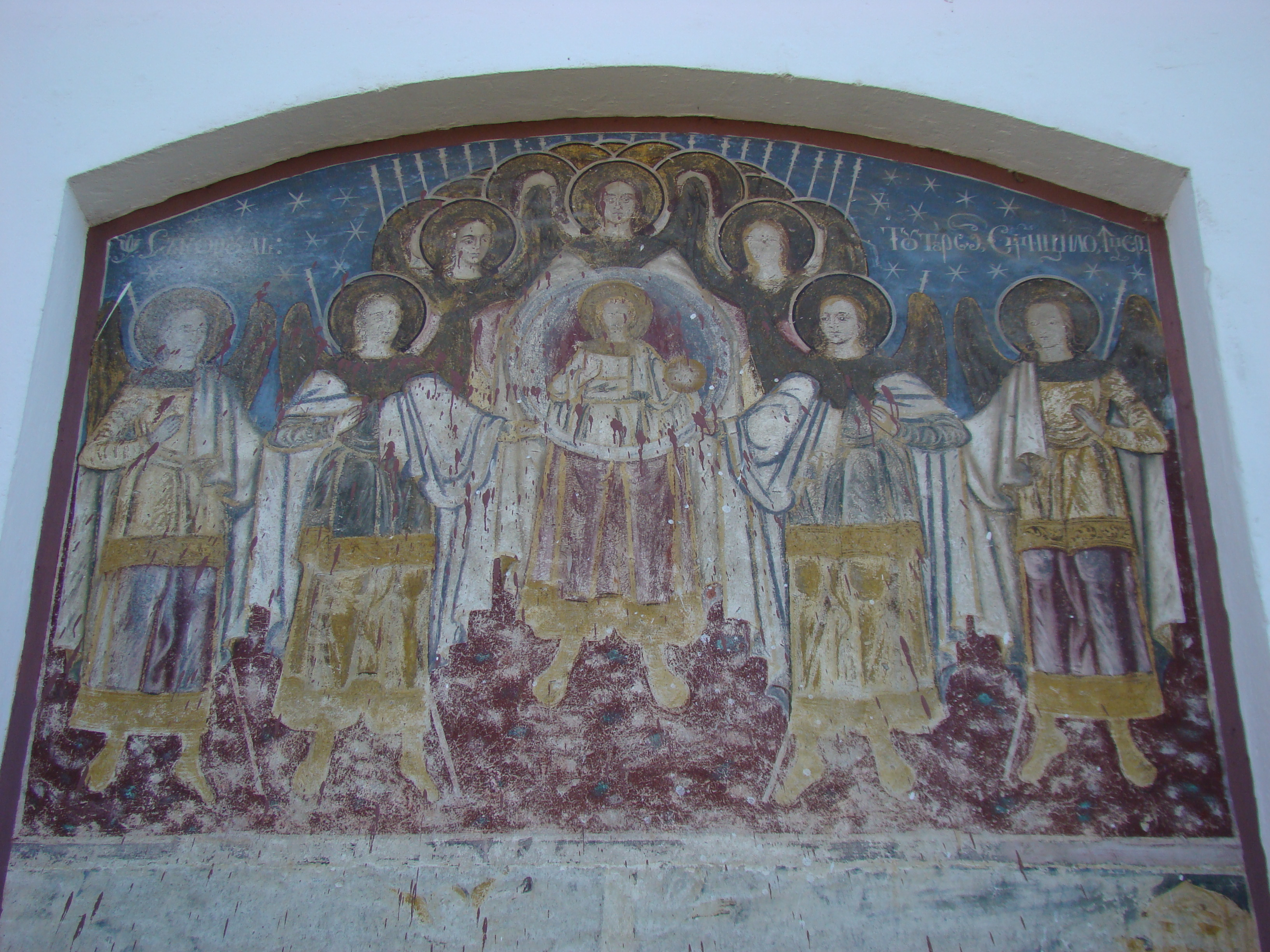
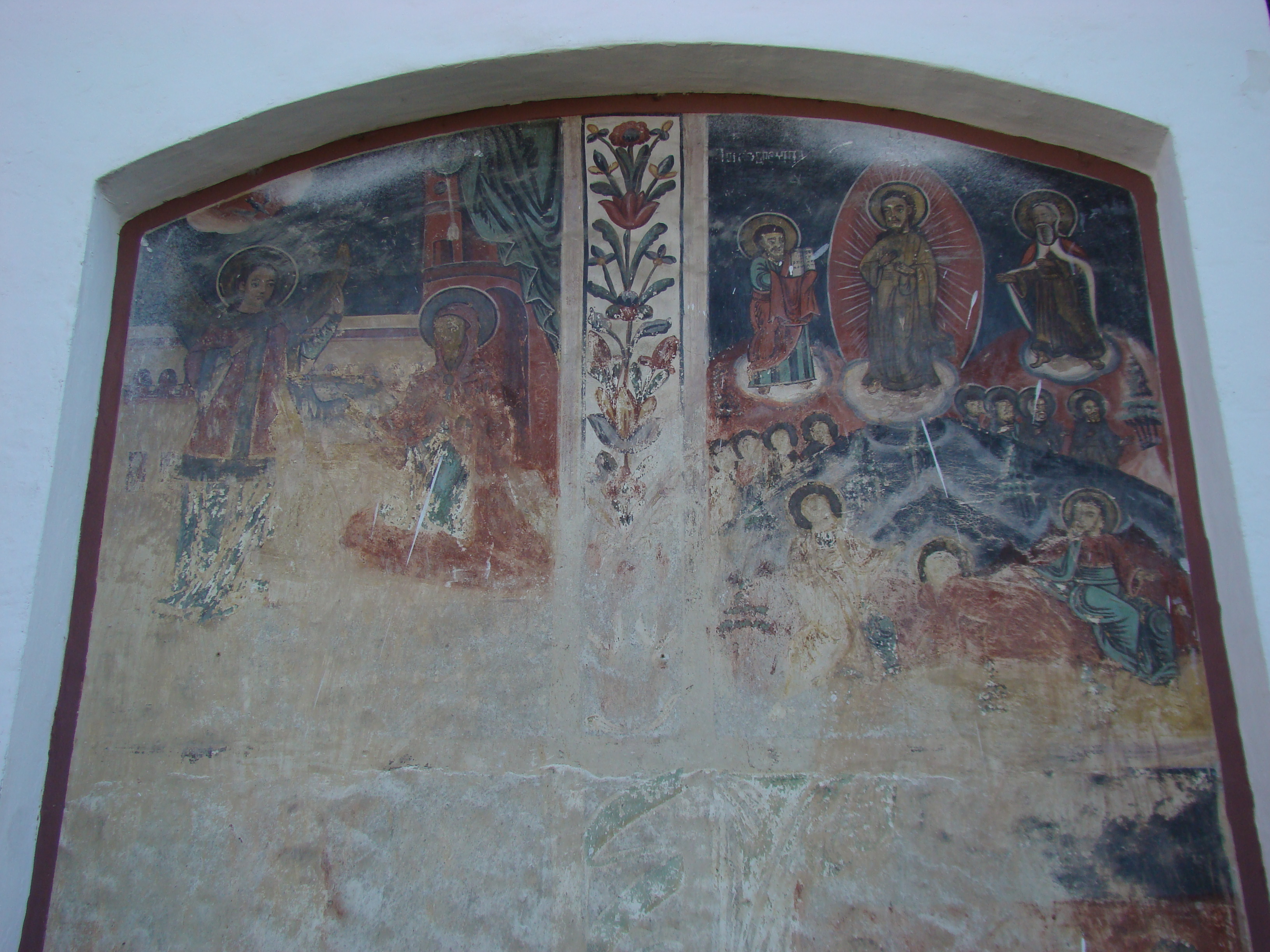
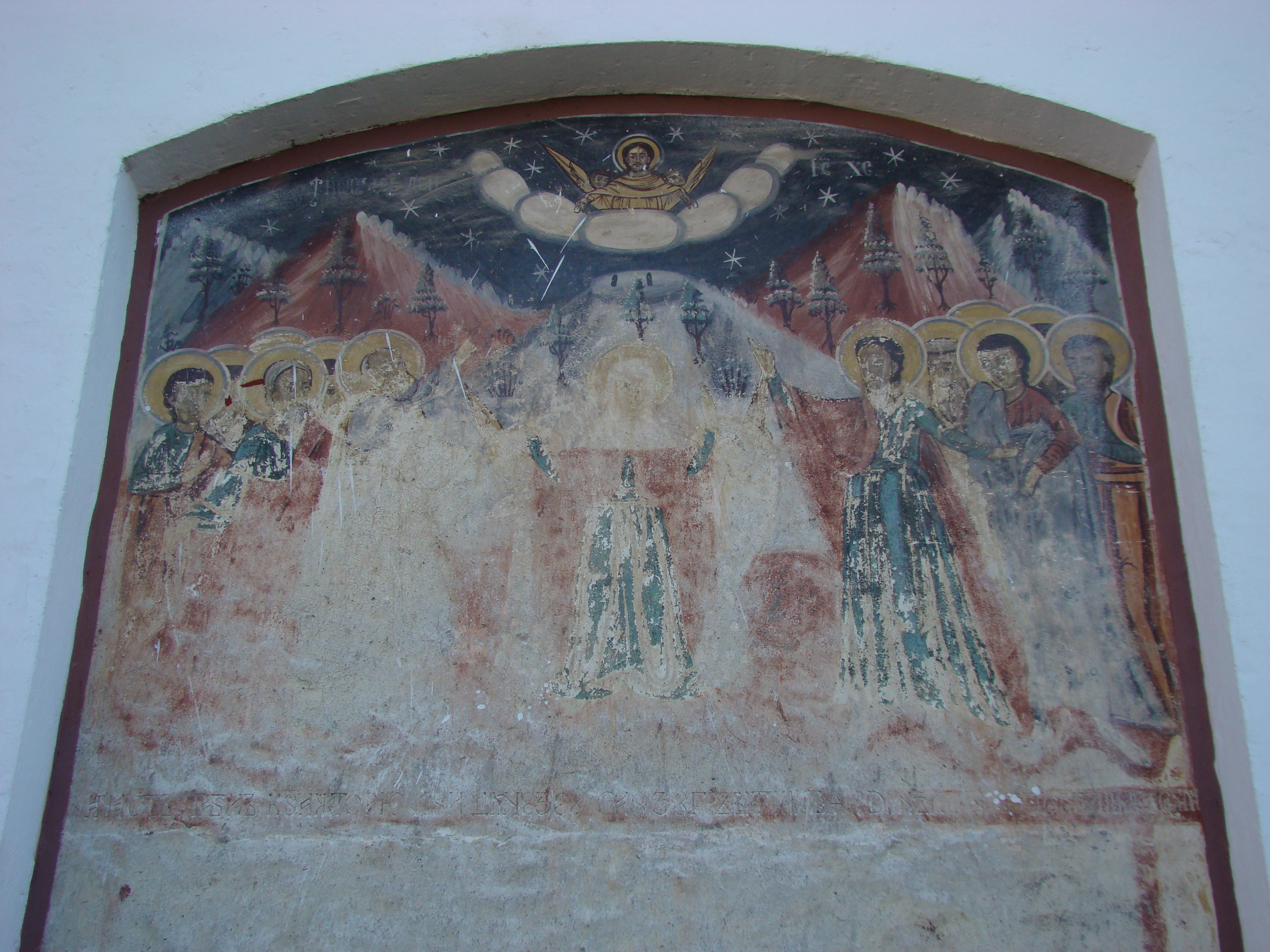
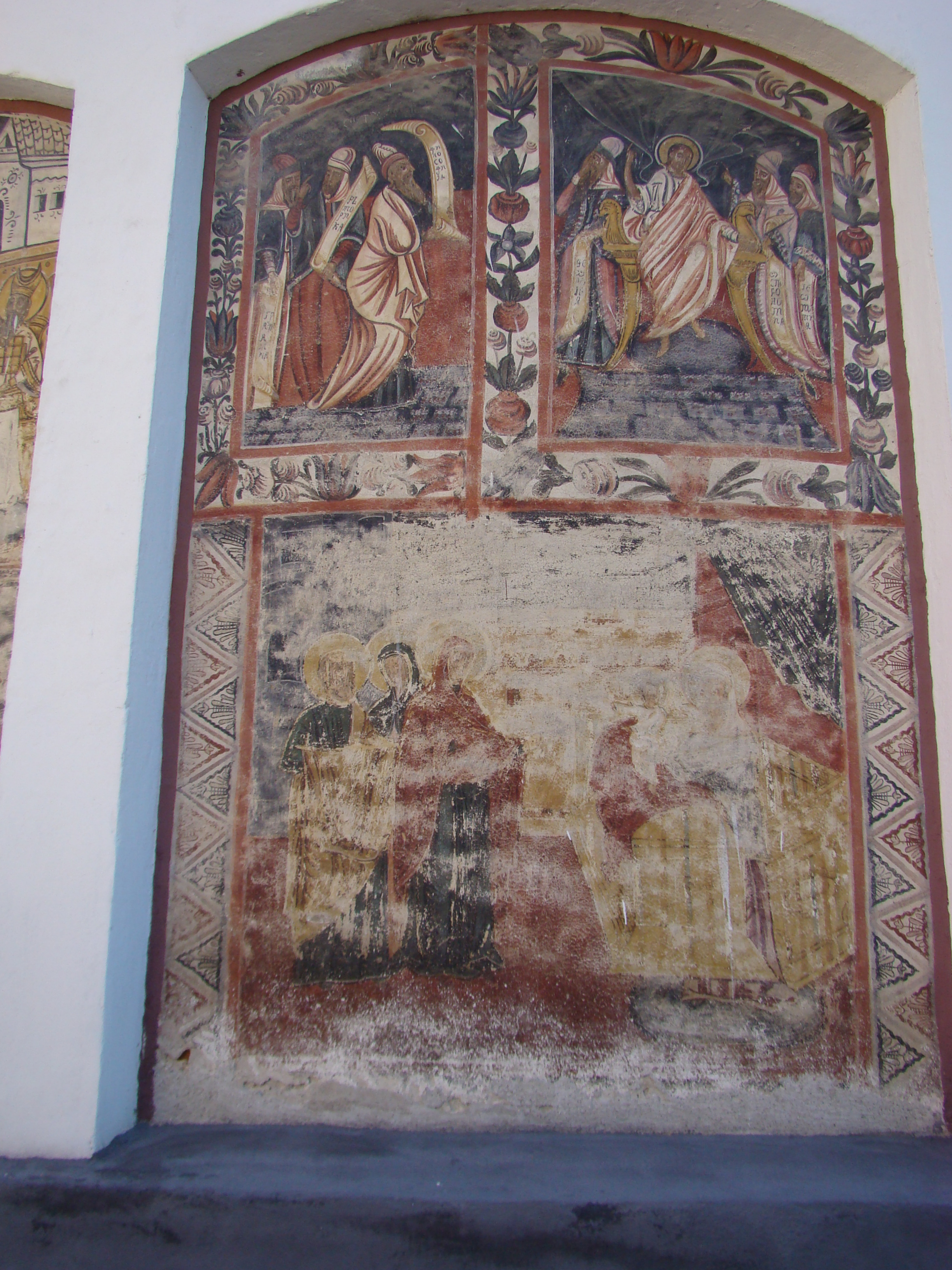
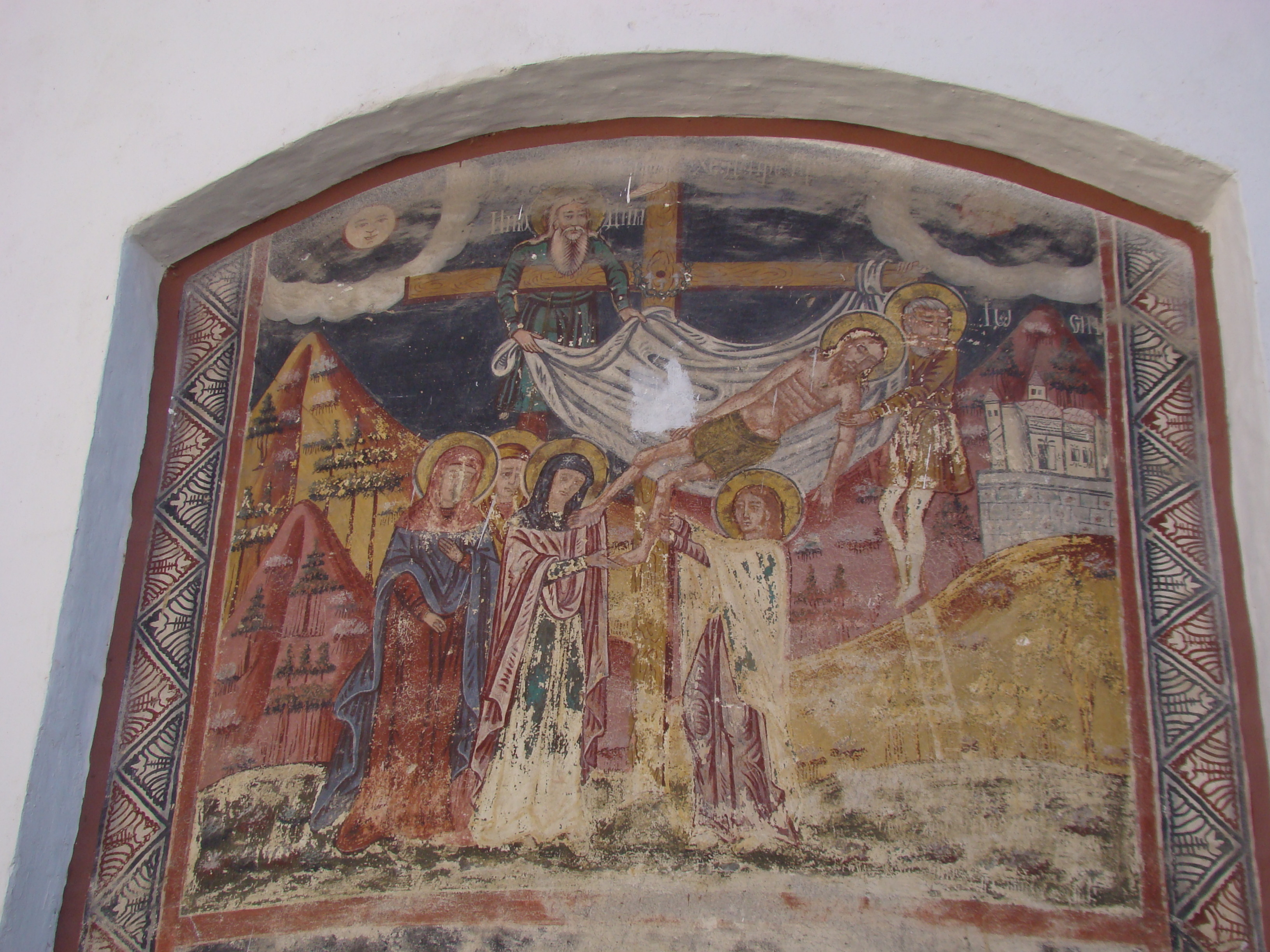
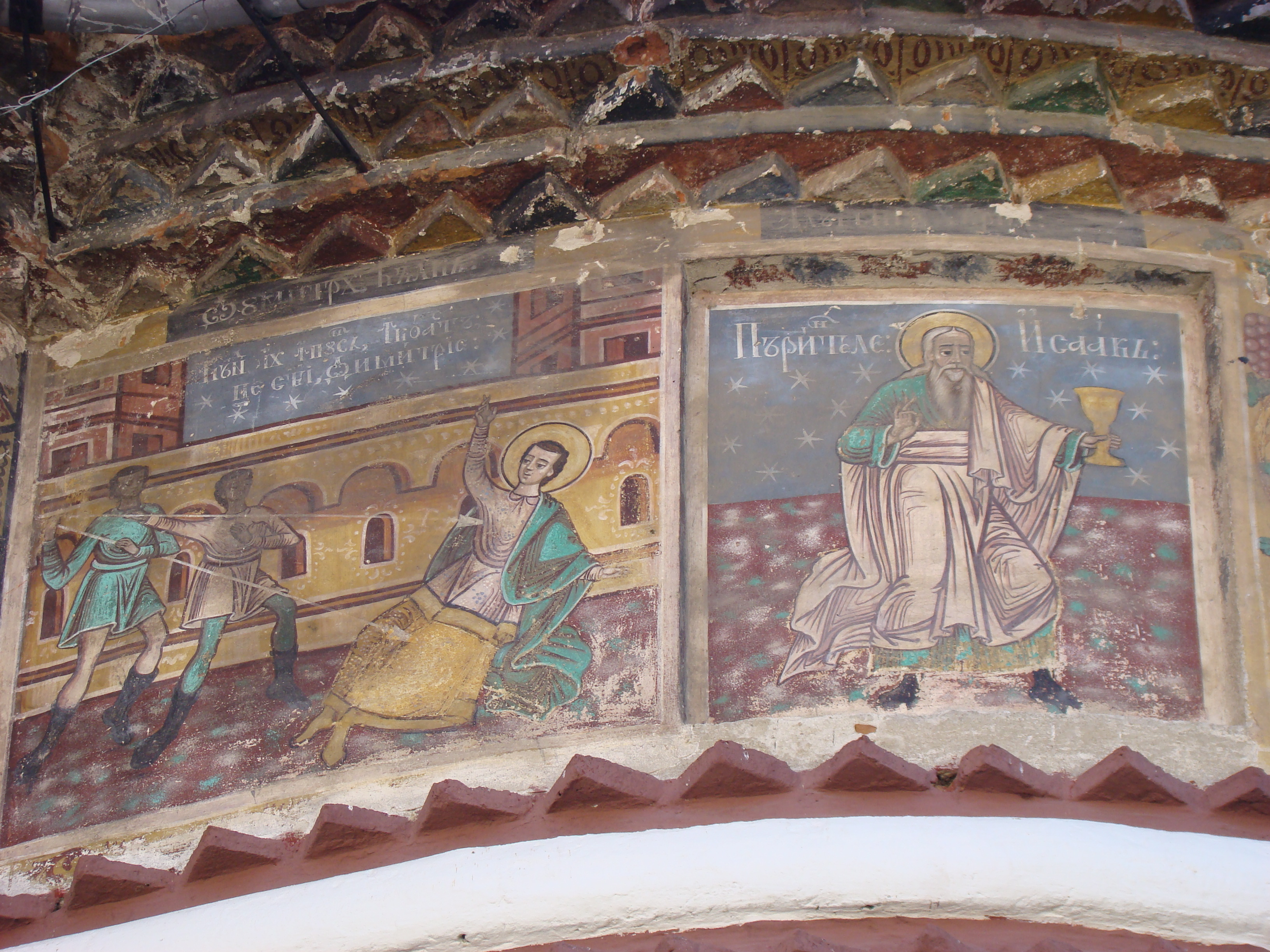
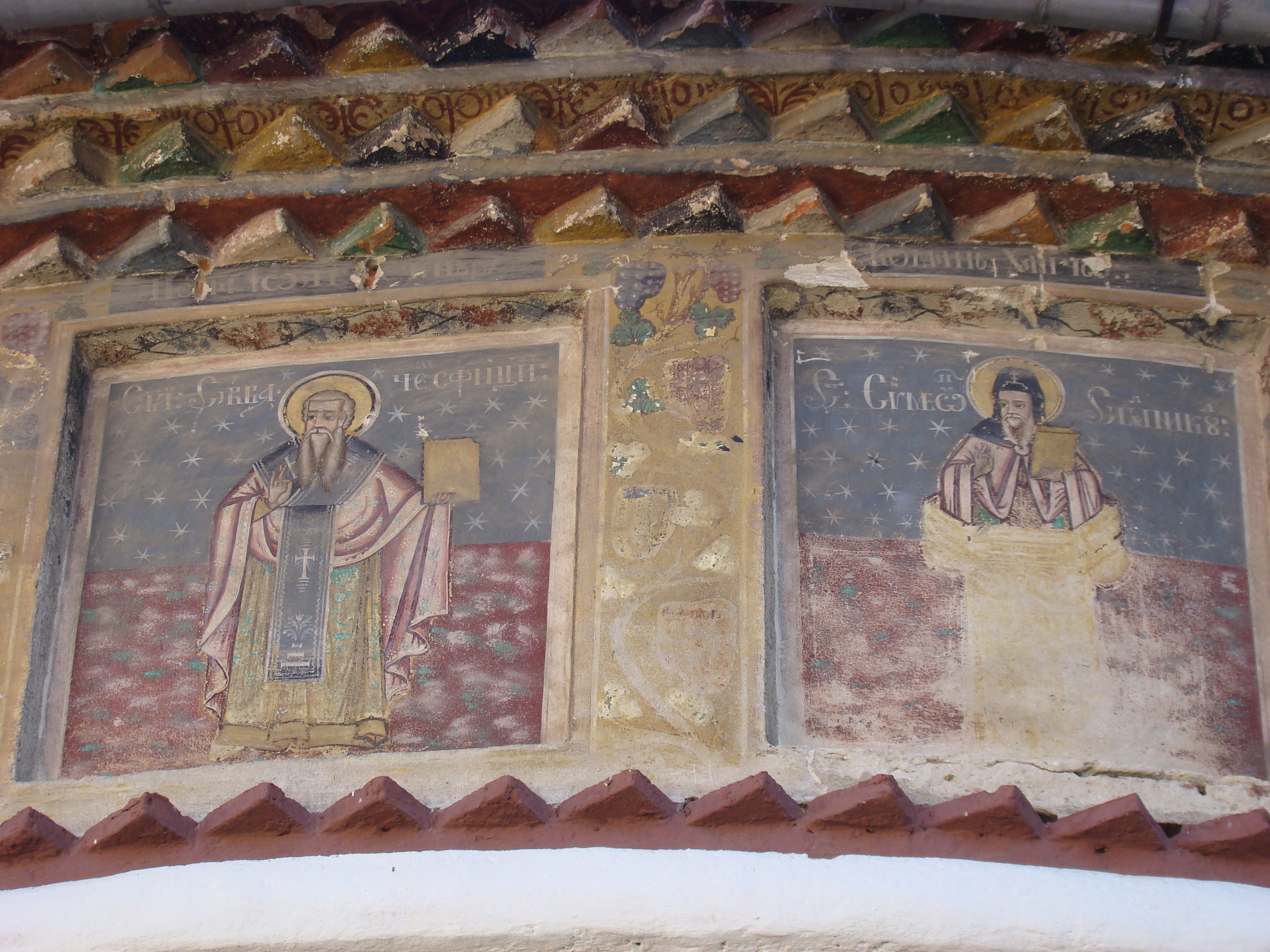
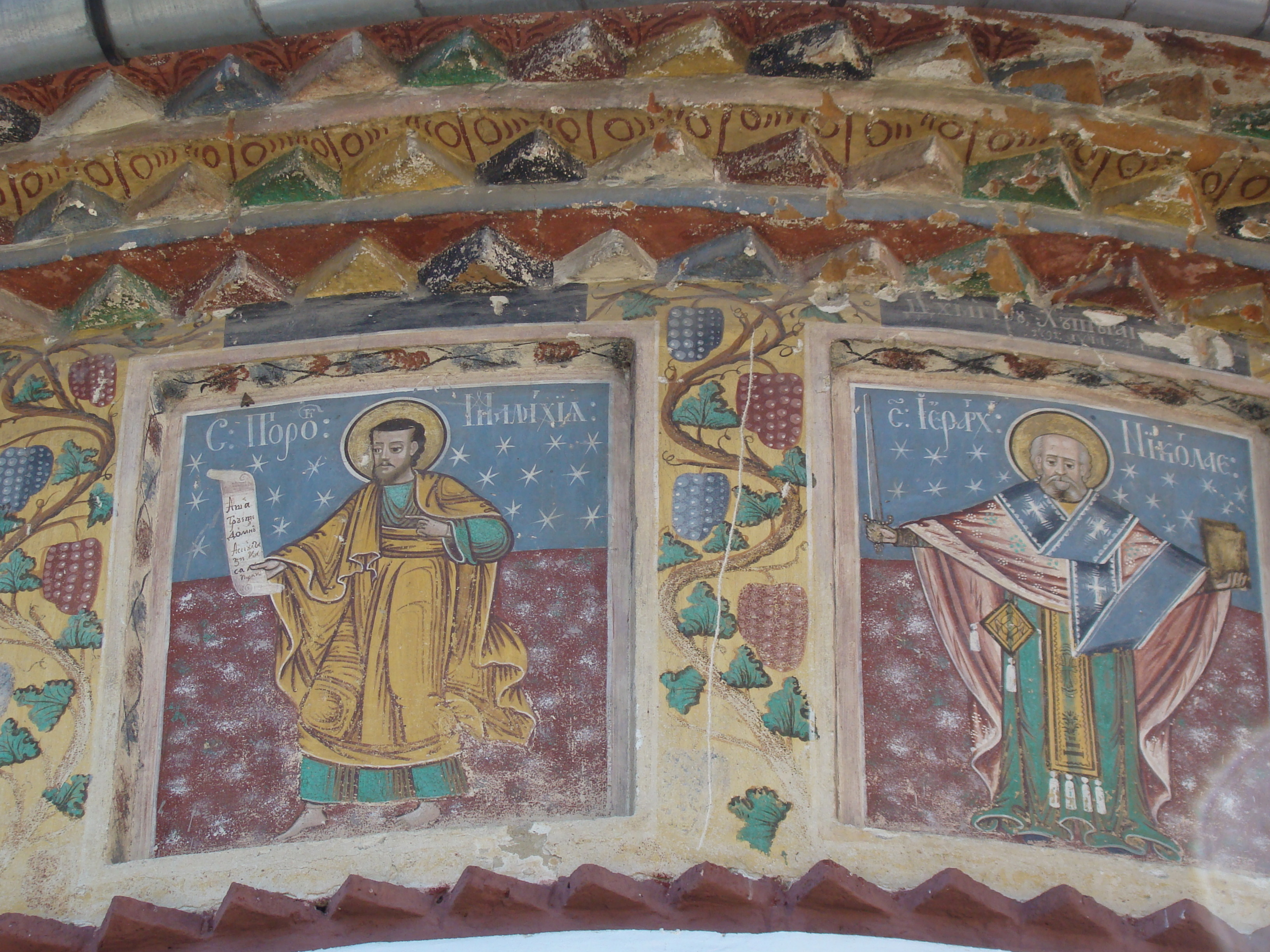
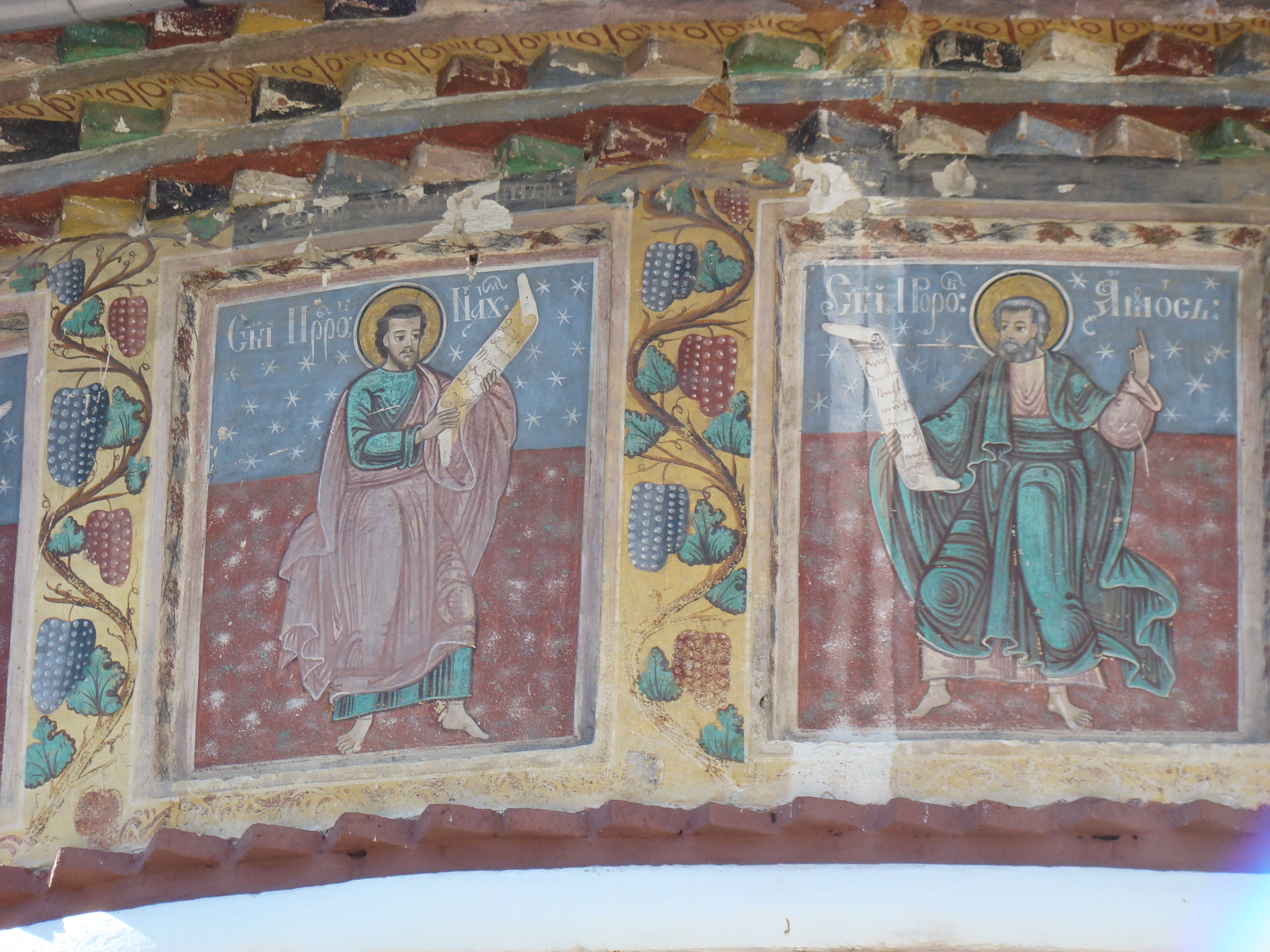
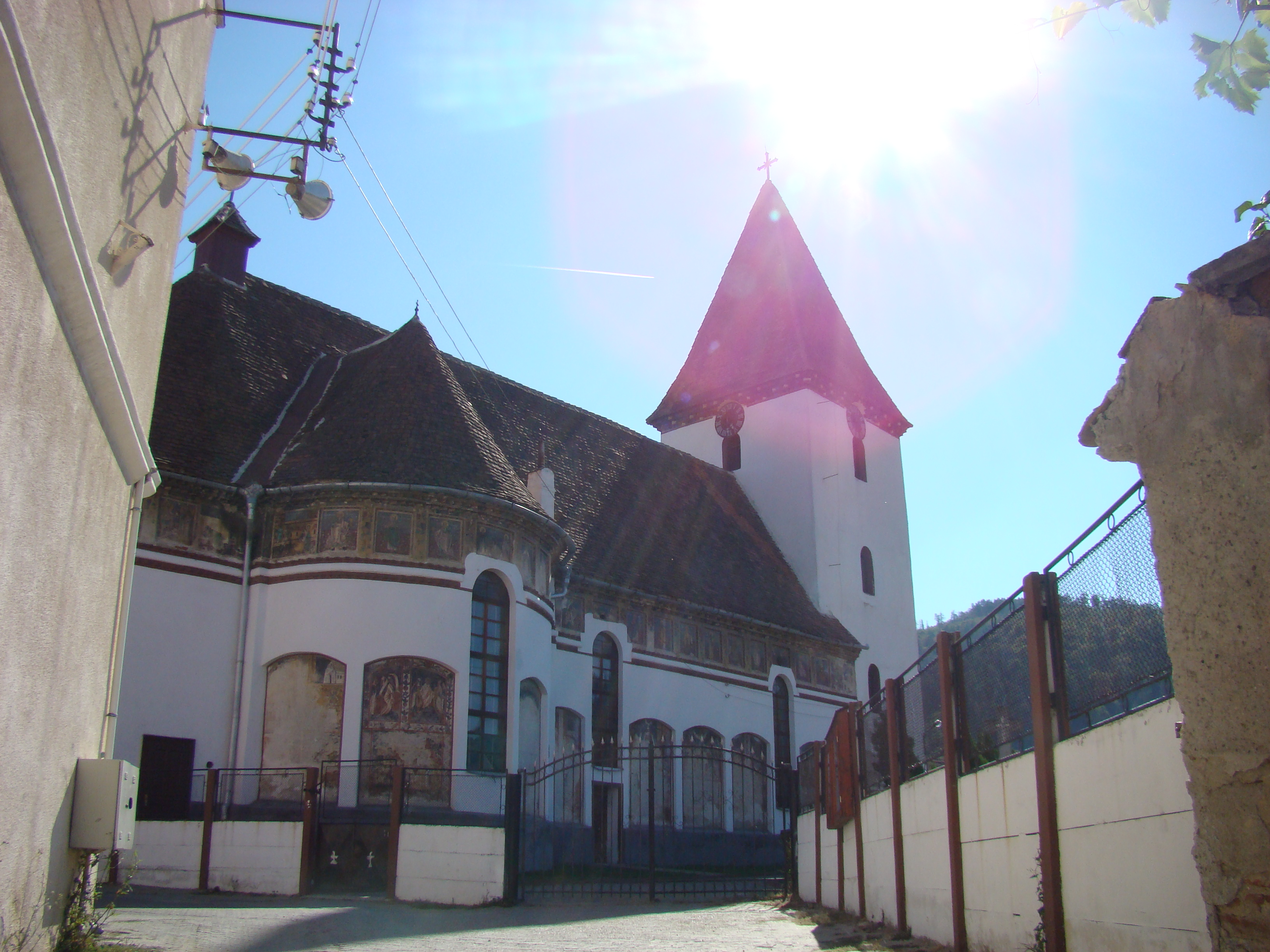
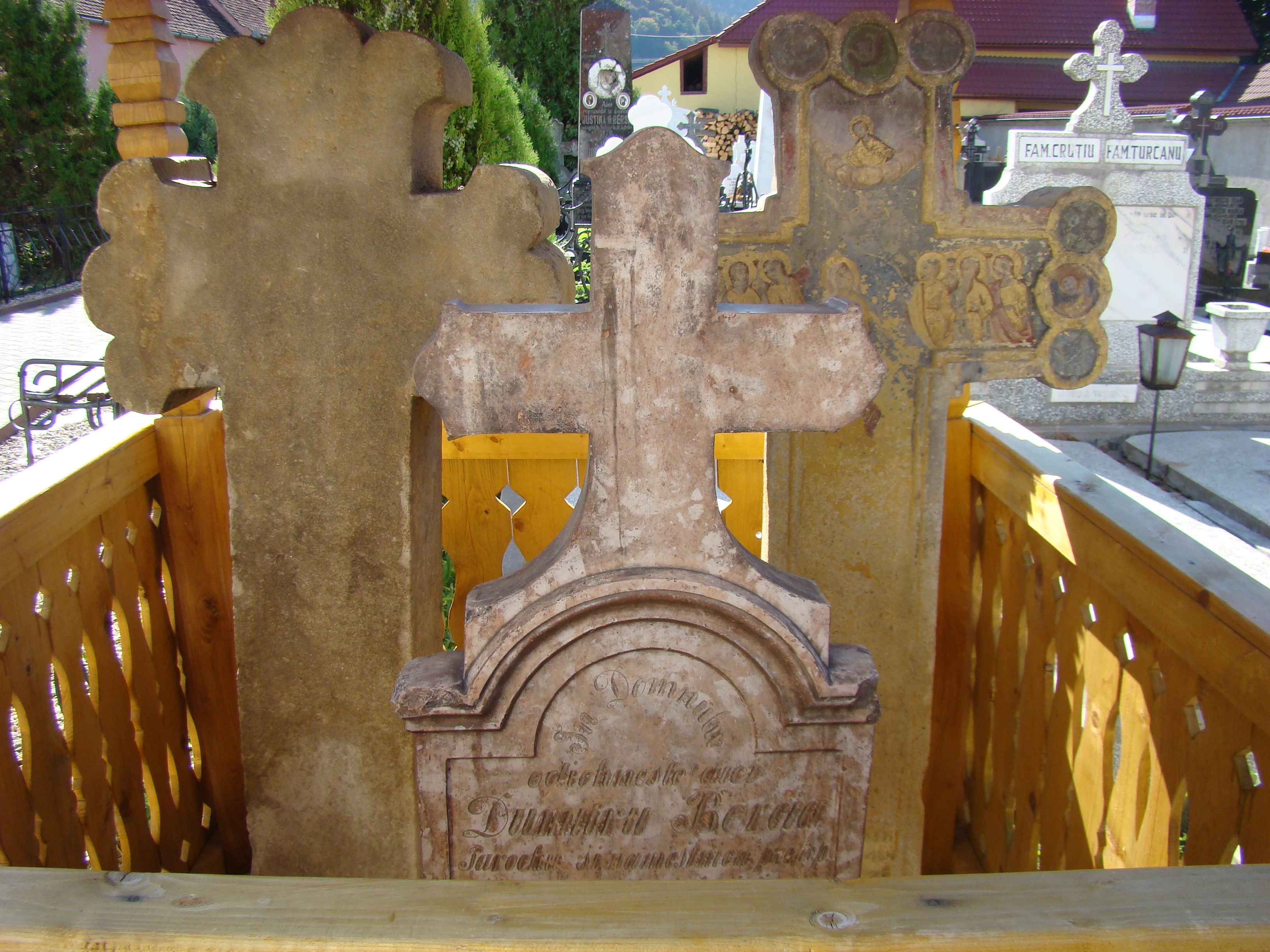

## Imagini din interior

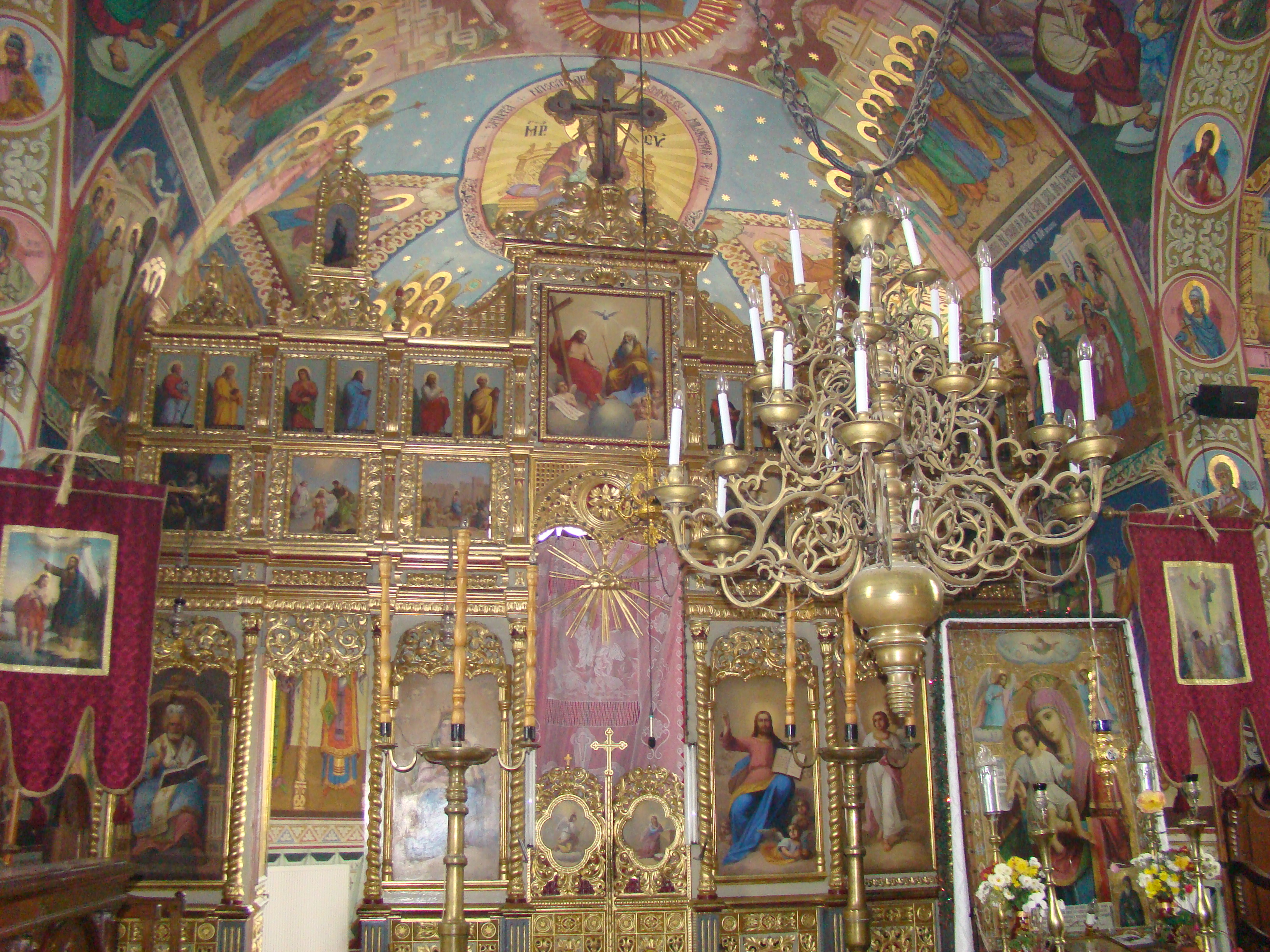
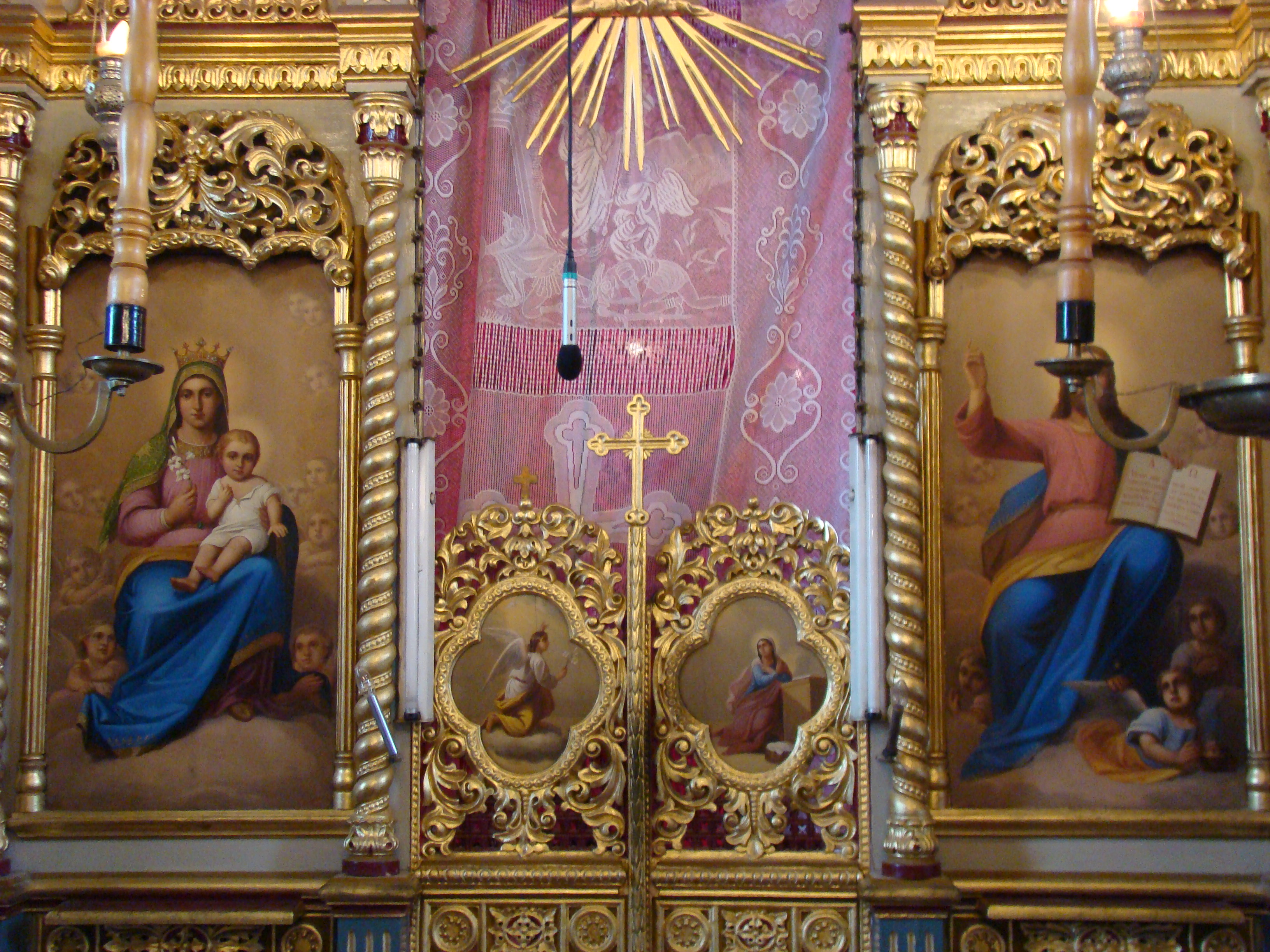
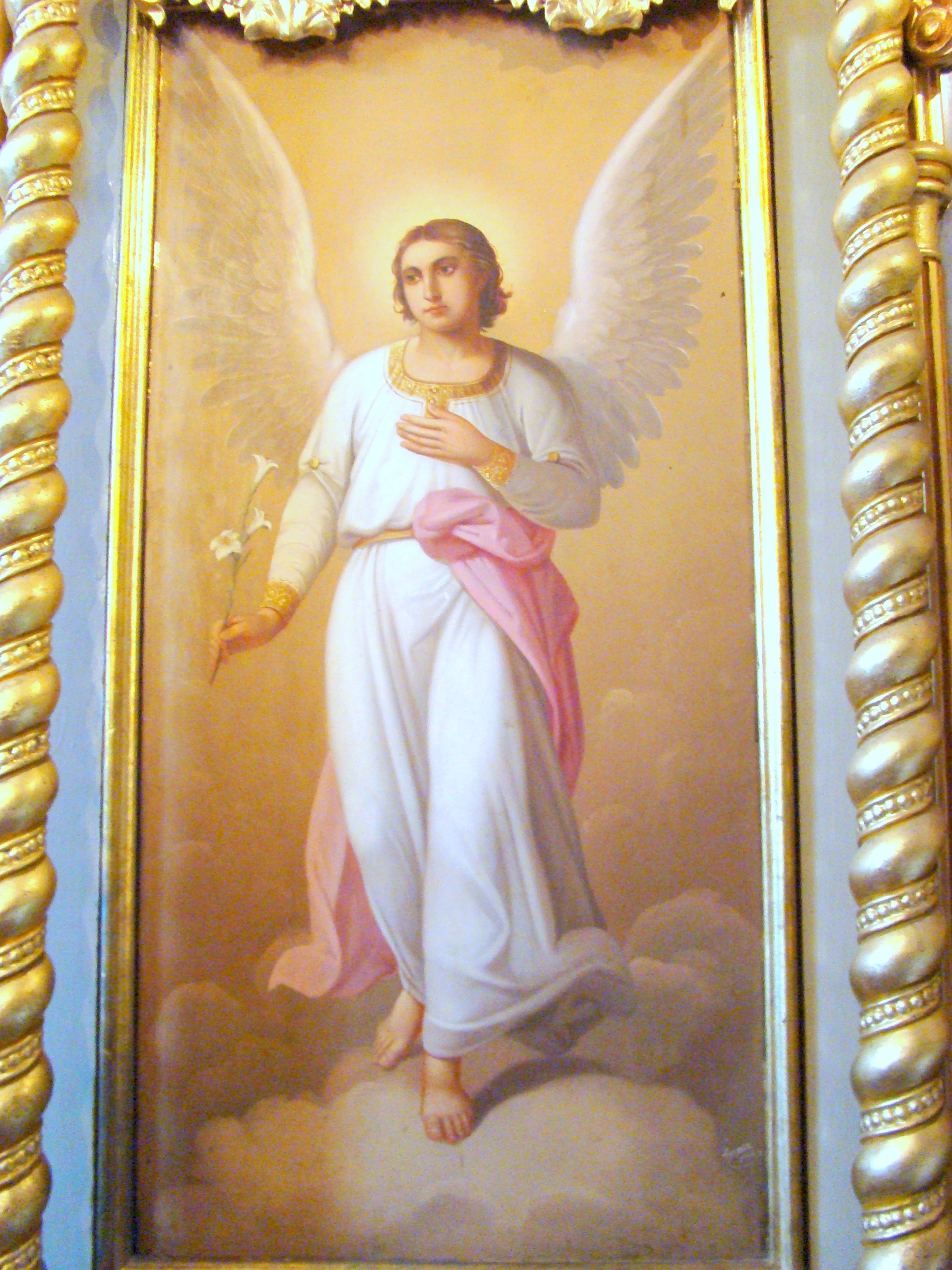
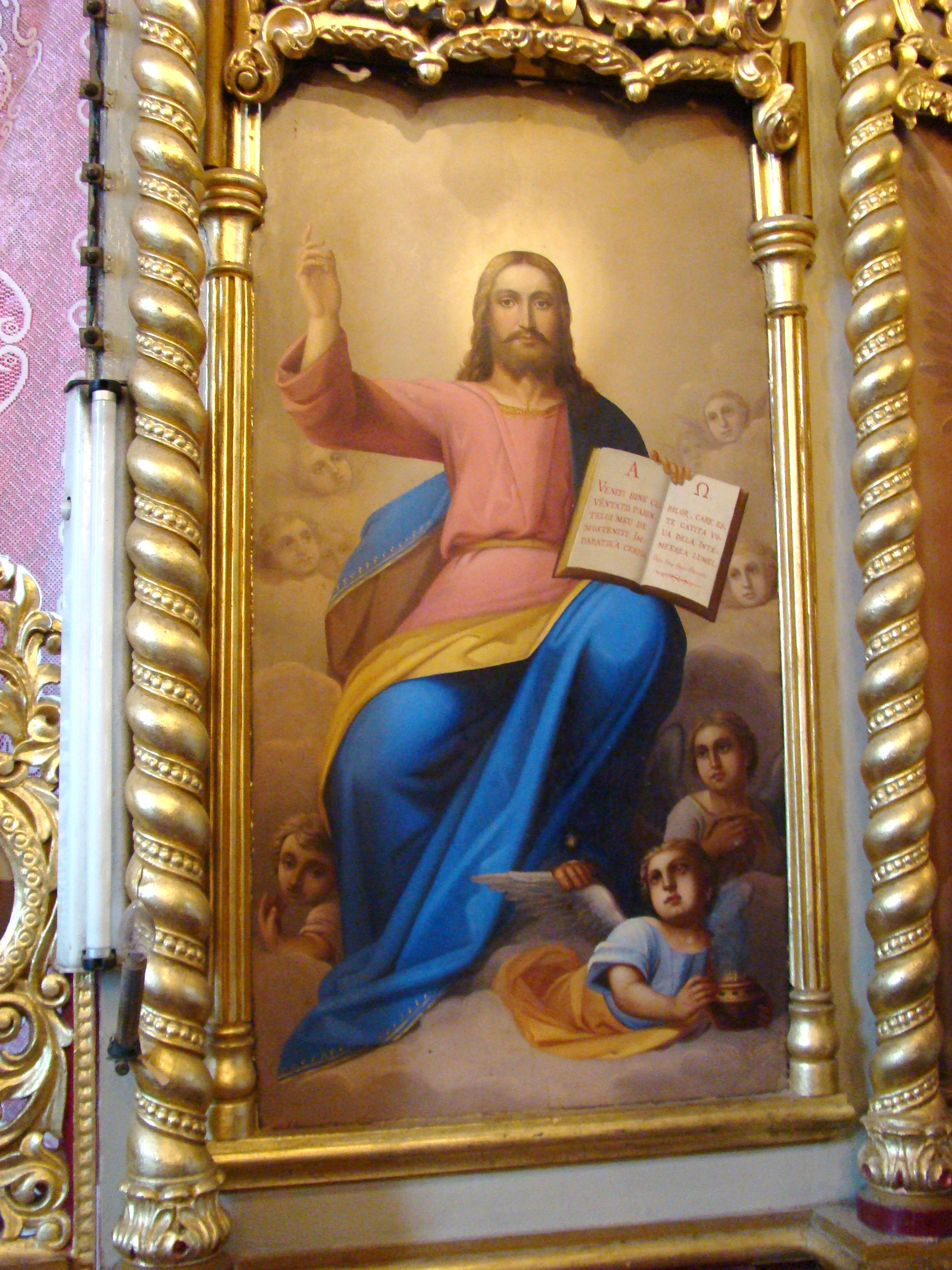
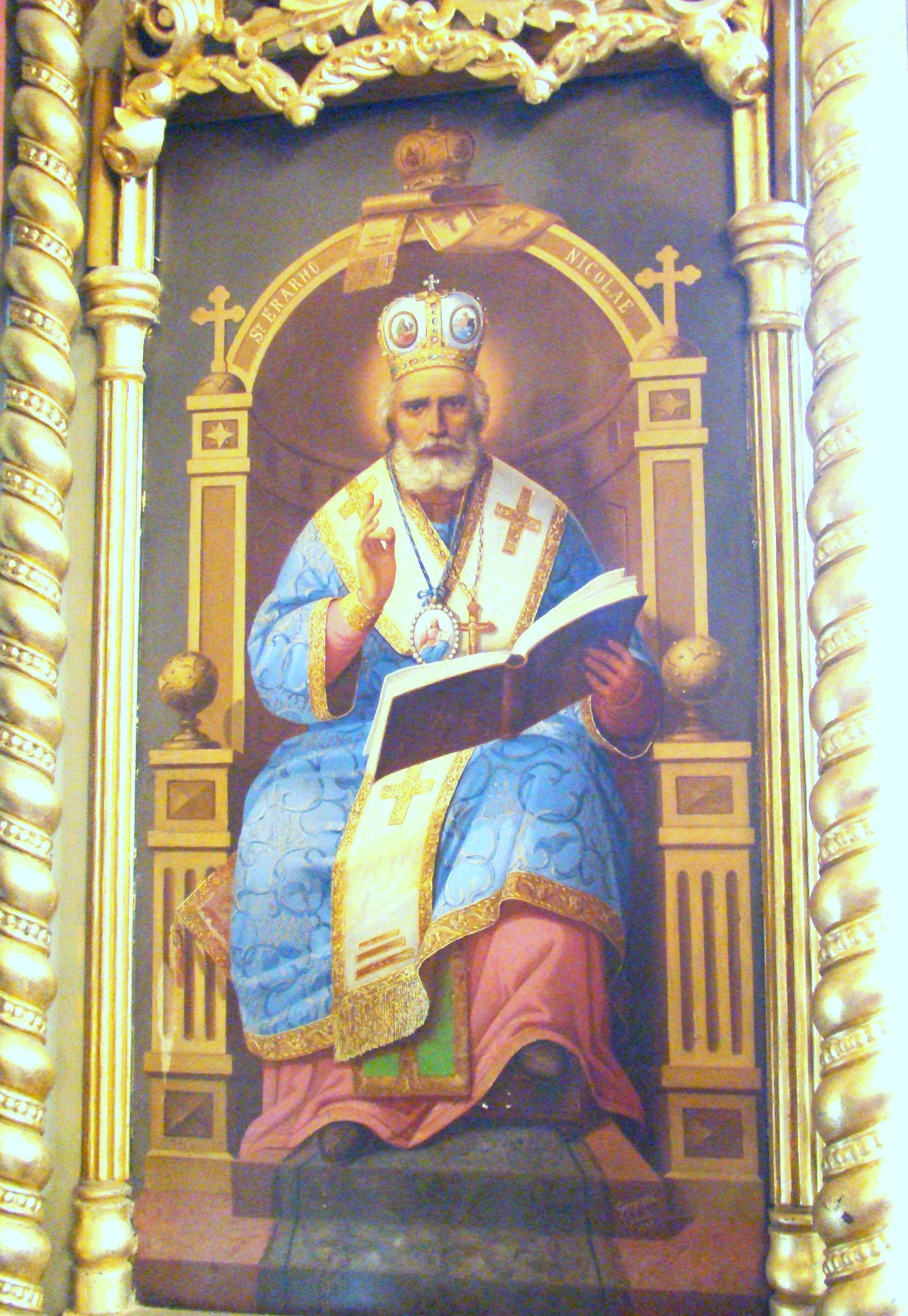
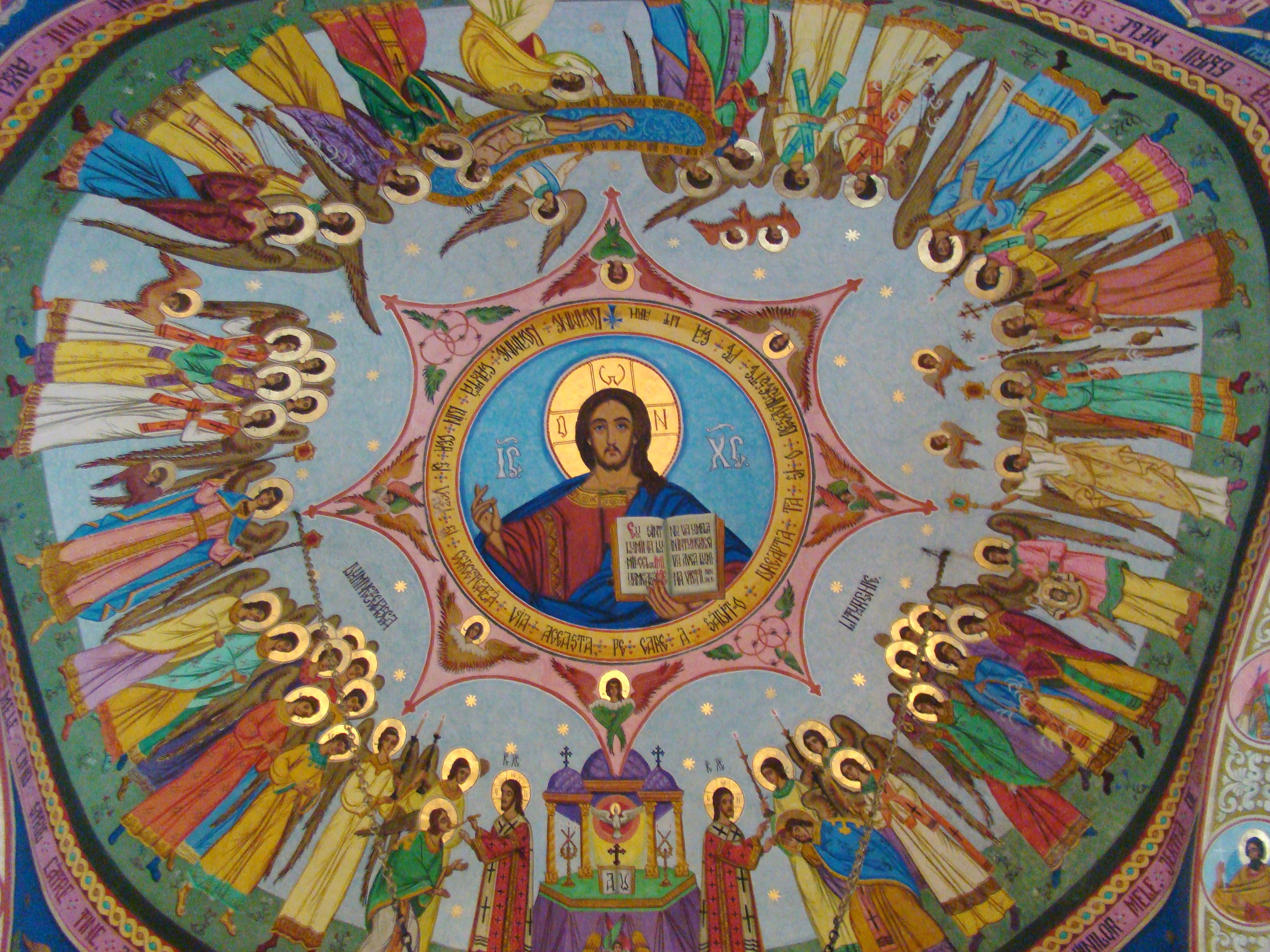
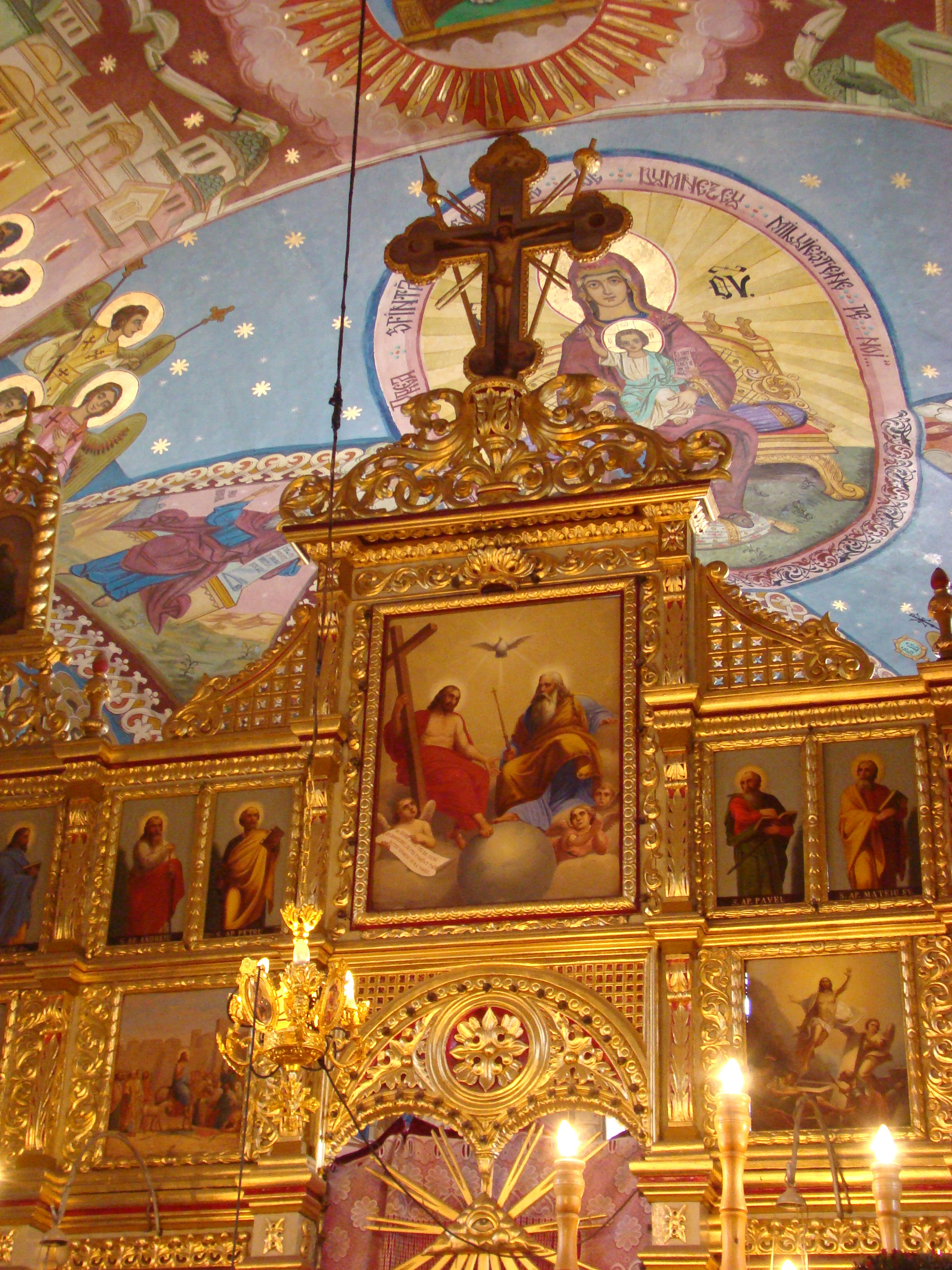
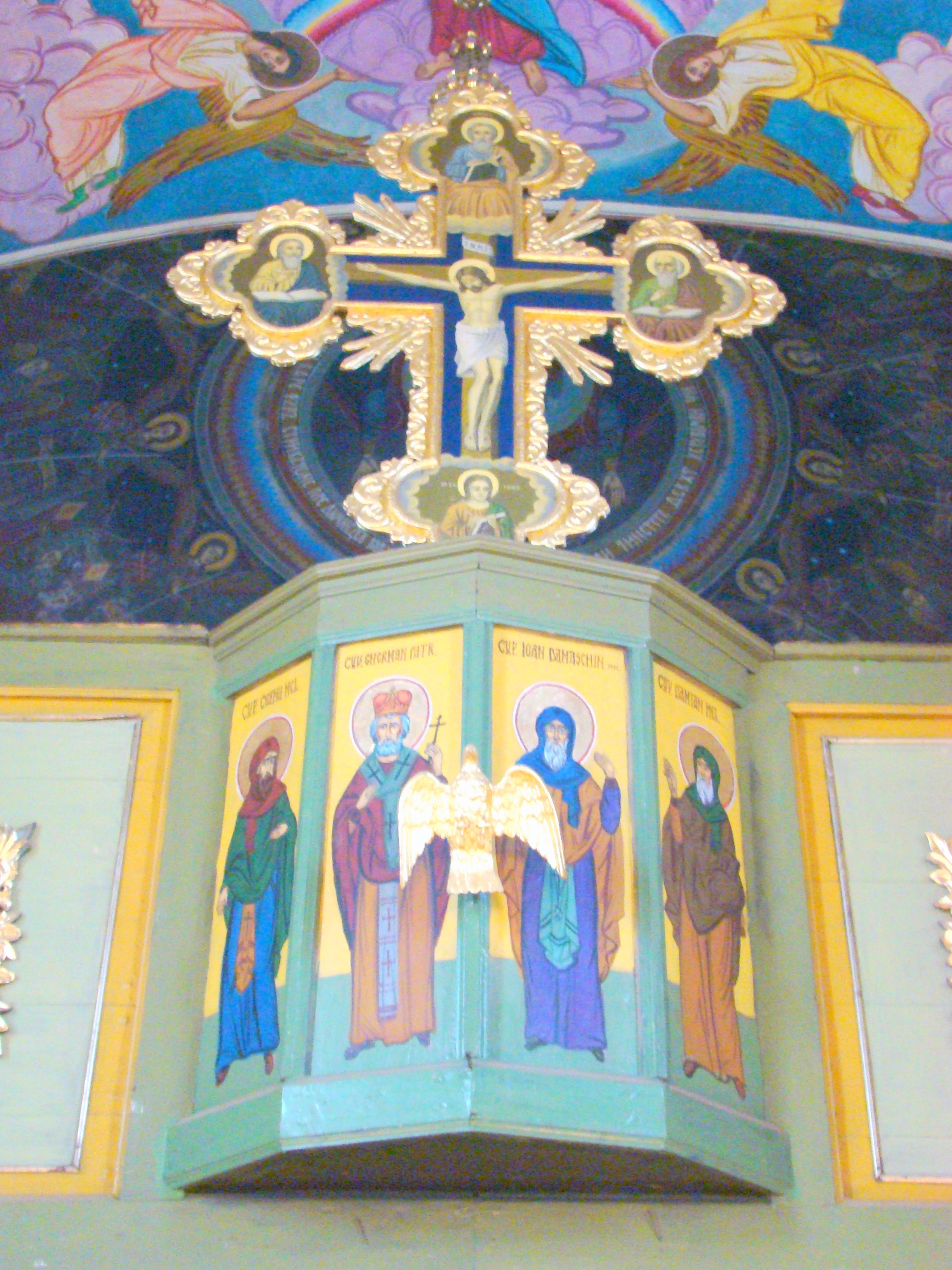
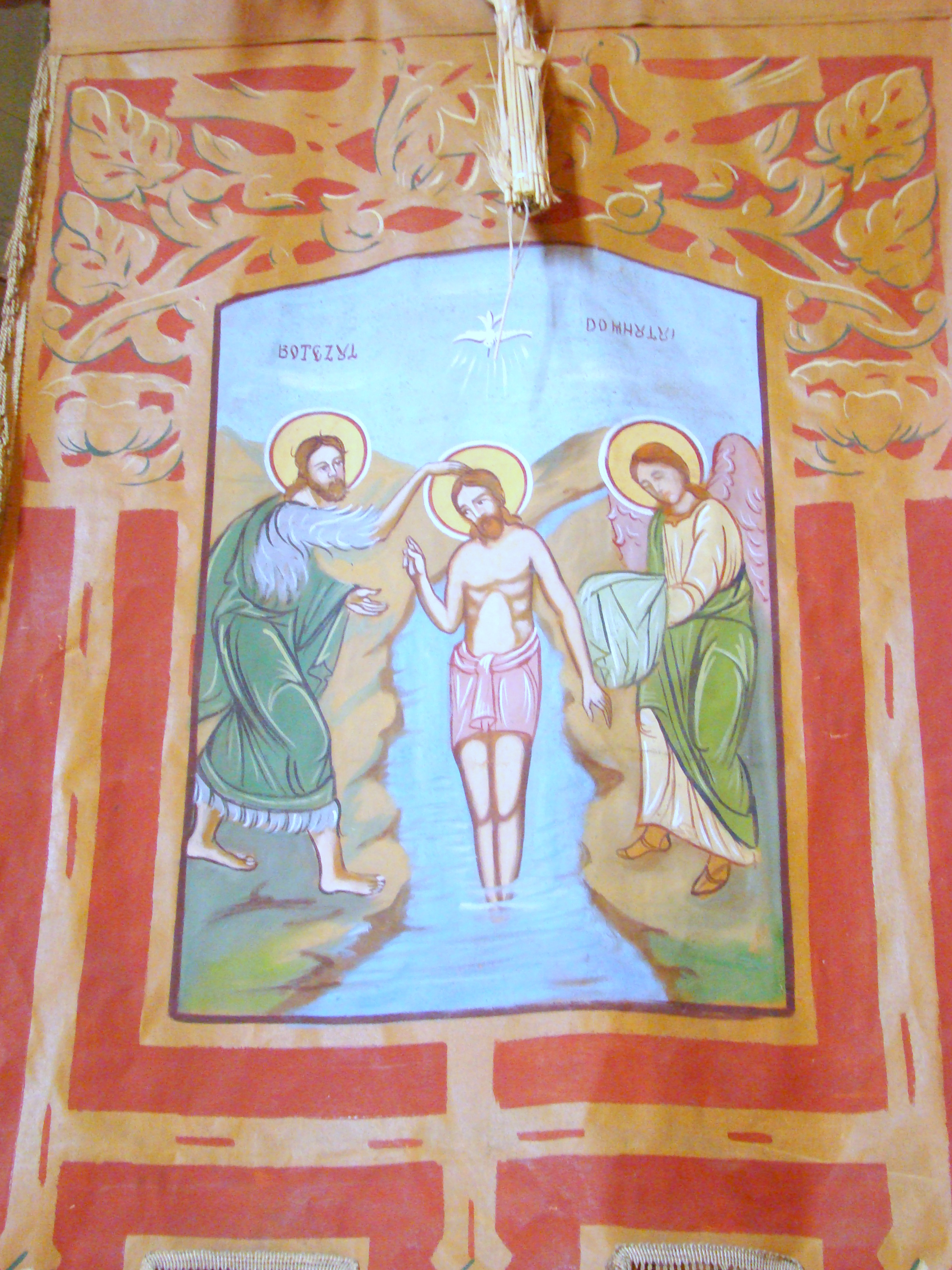
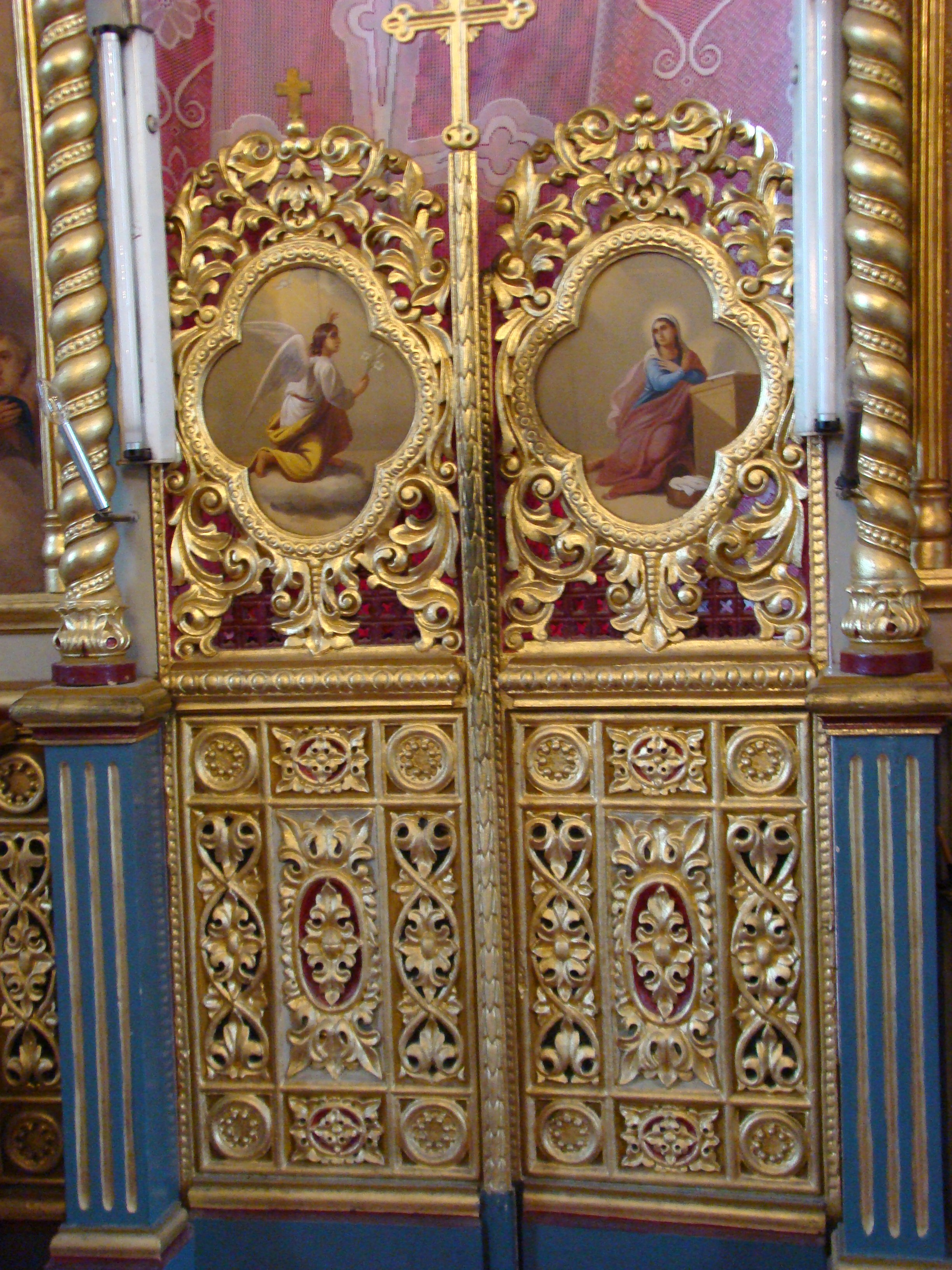
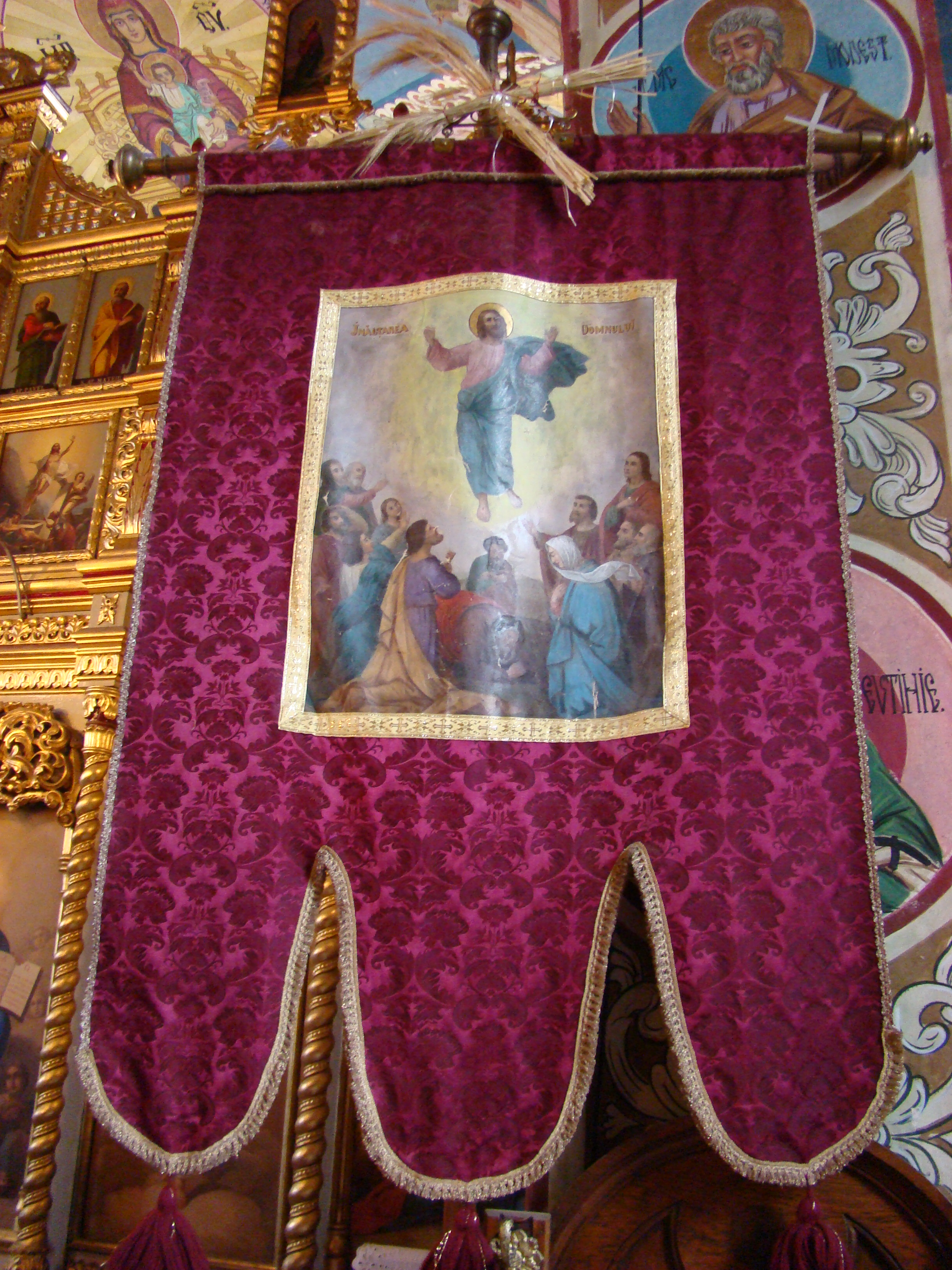
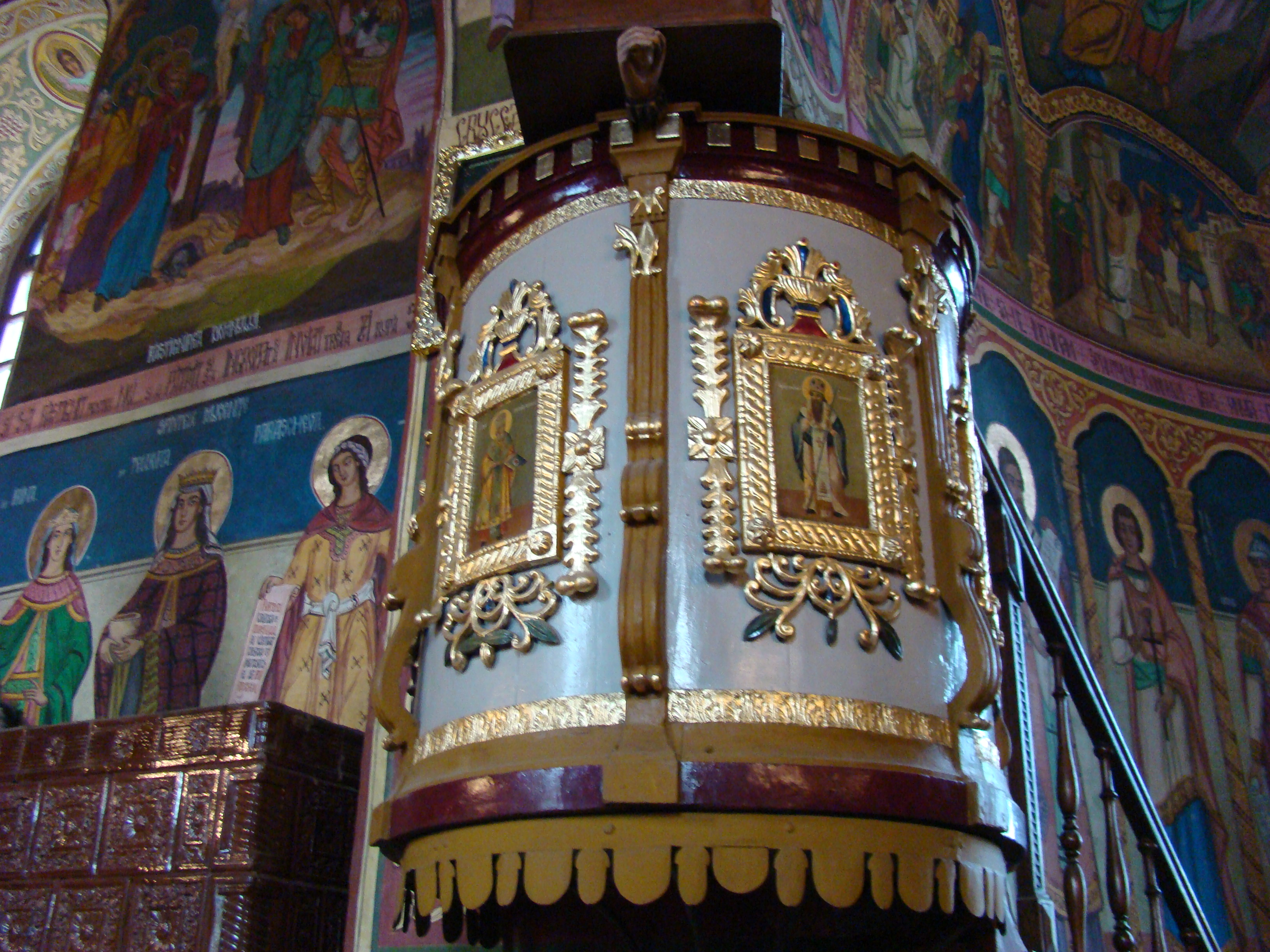
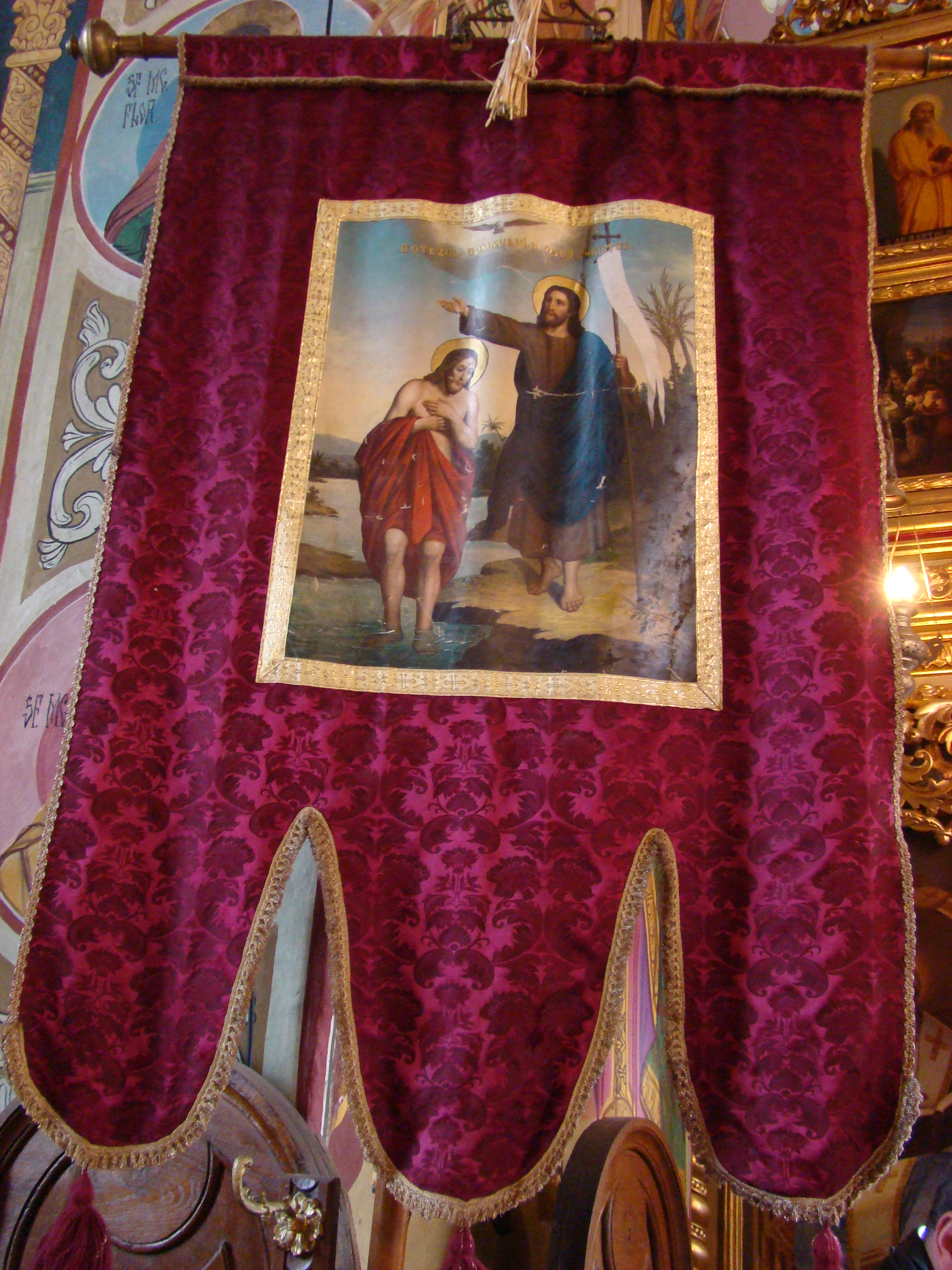
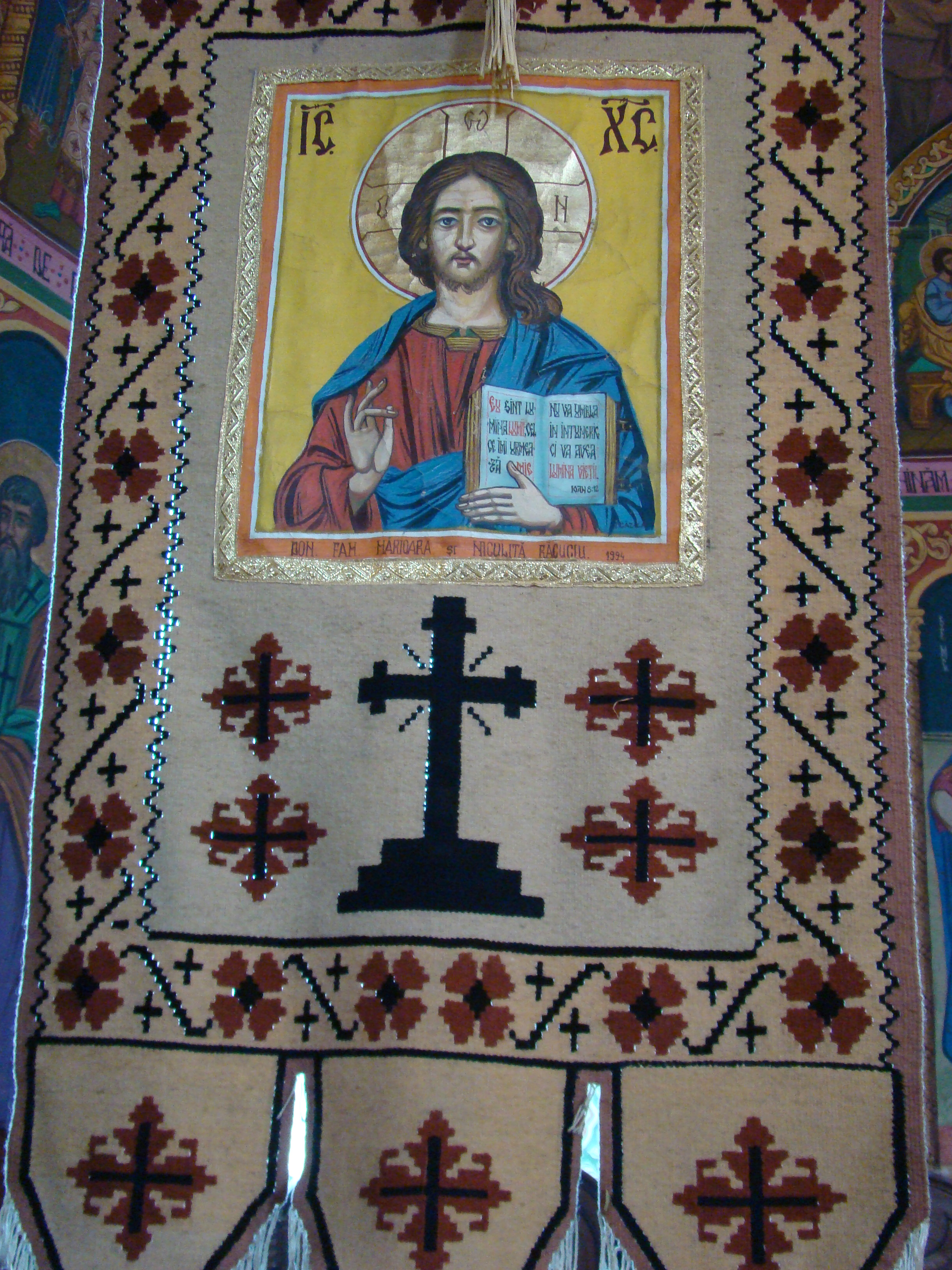
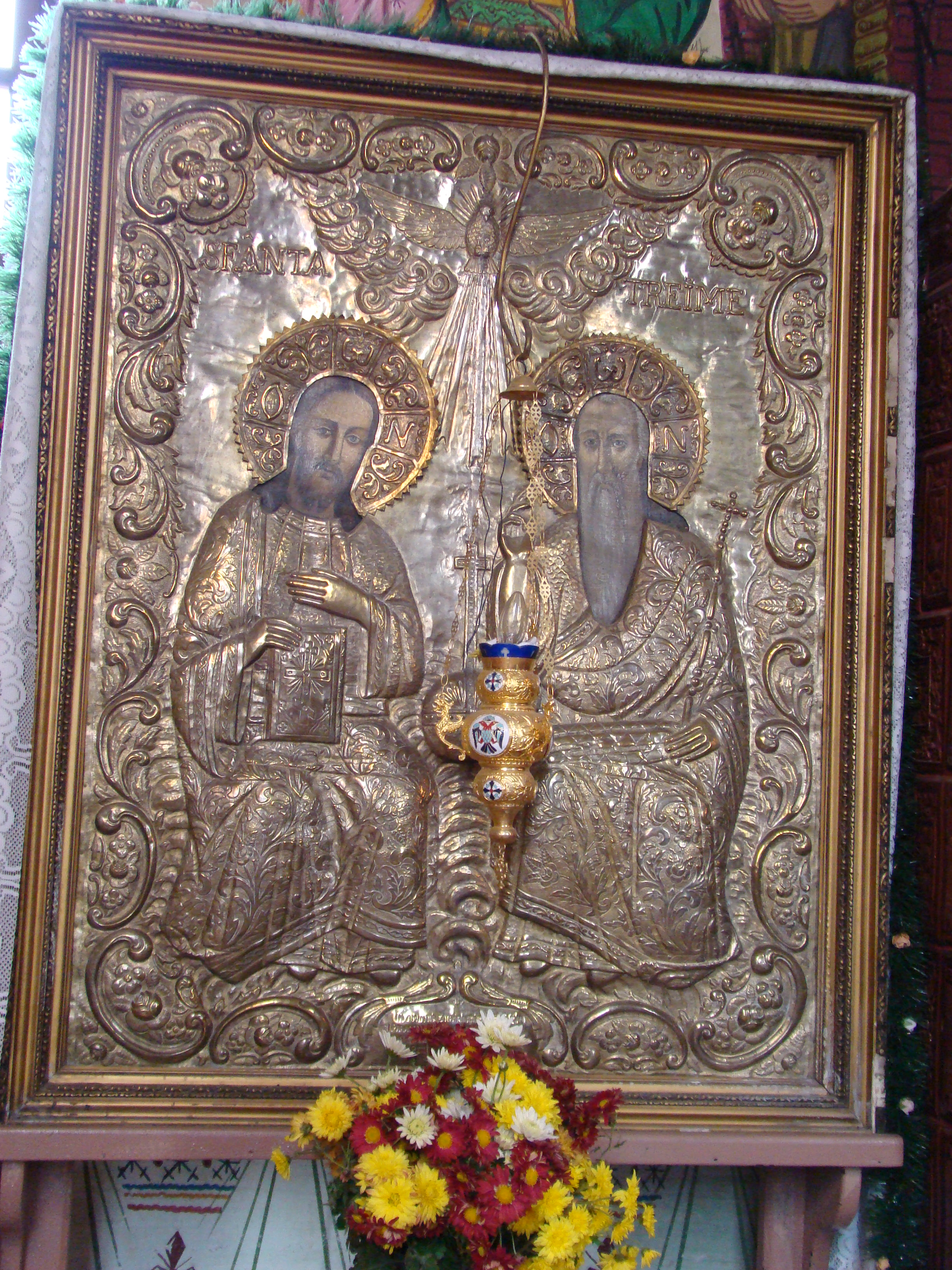
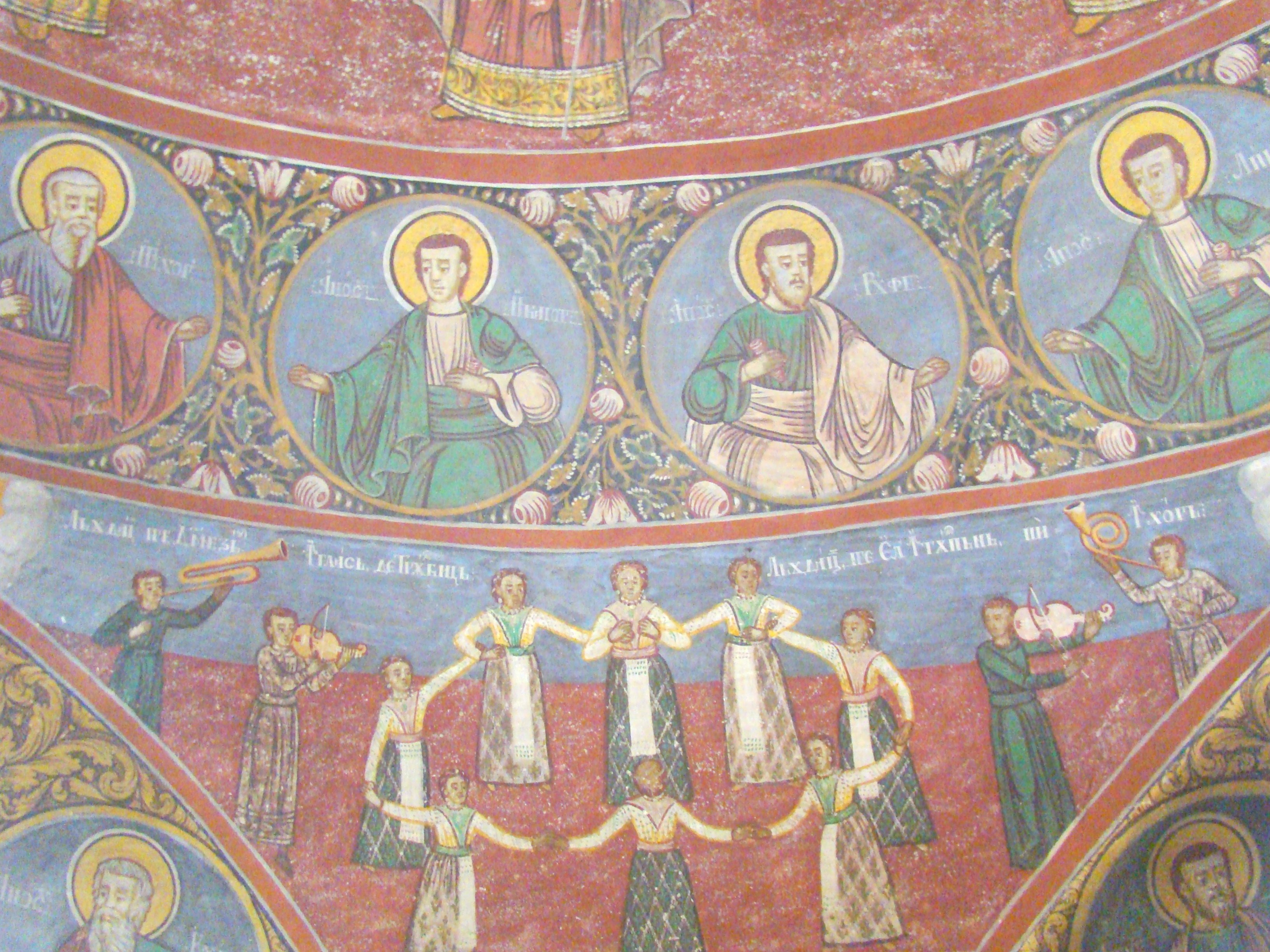
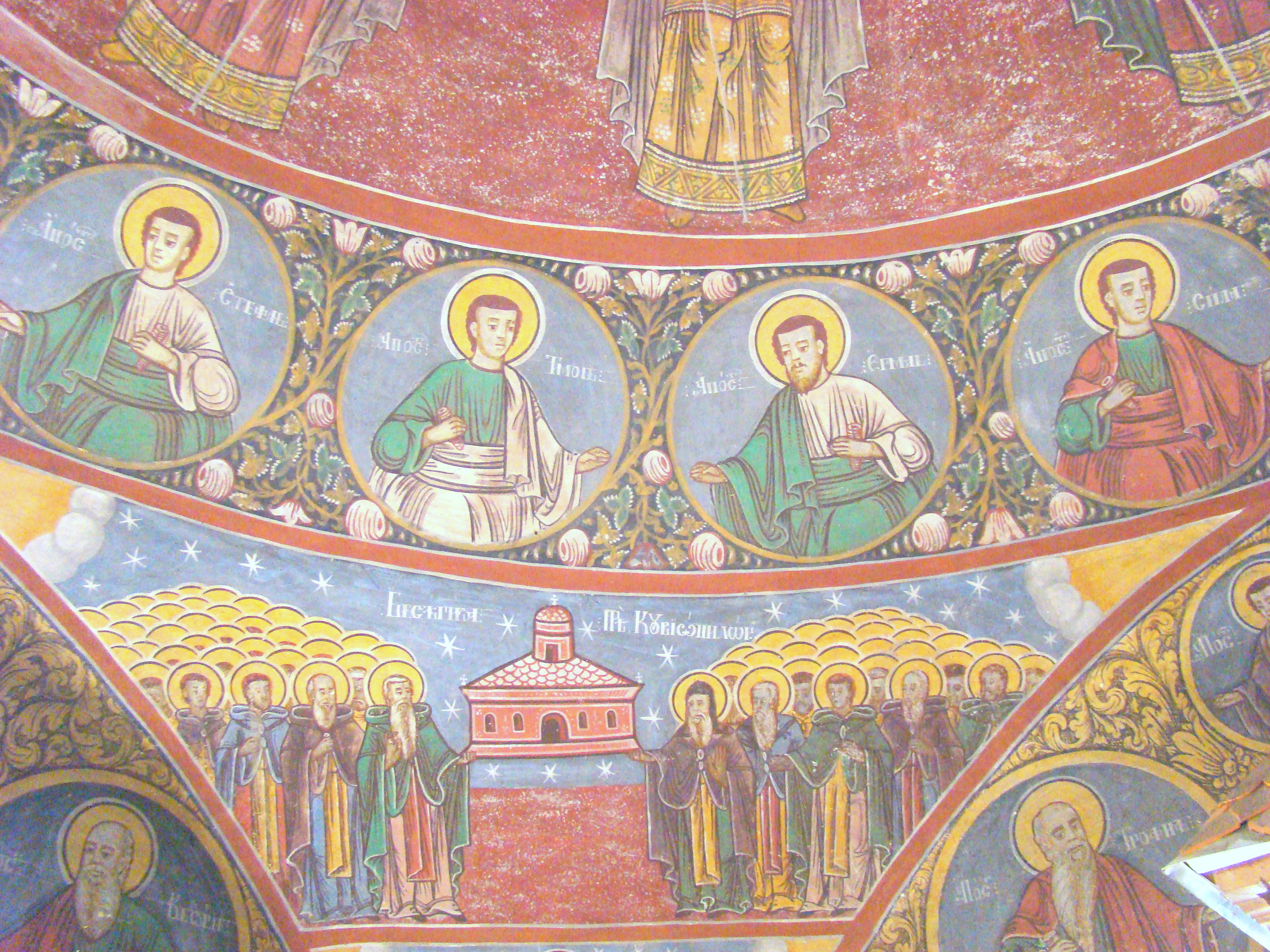
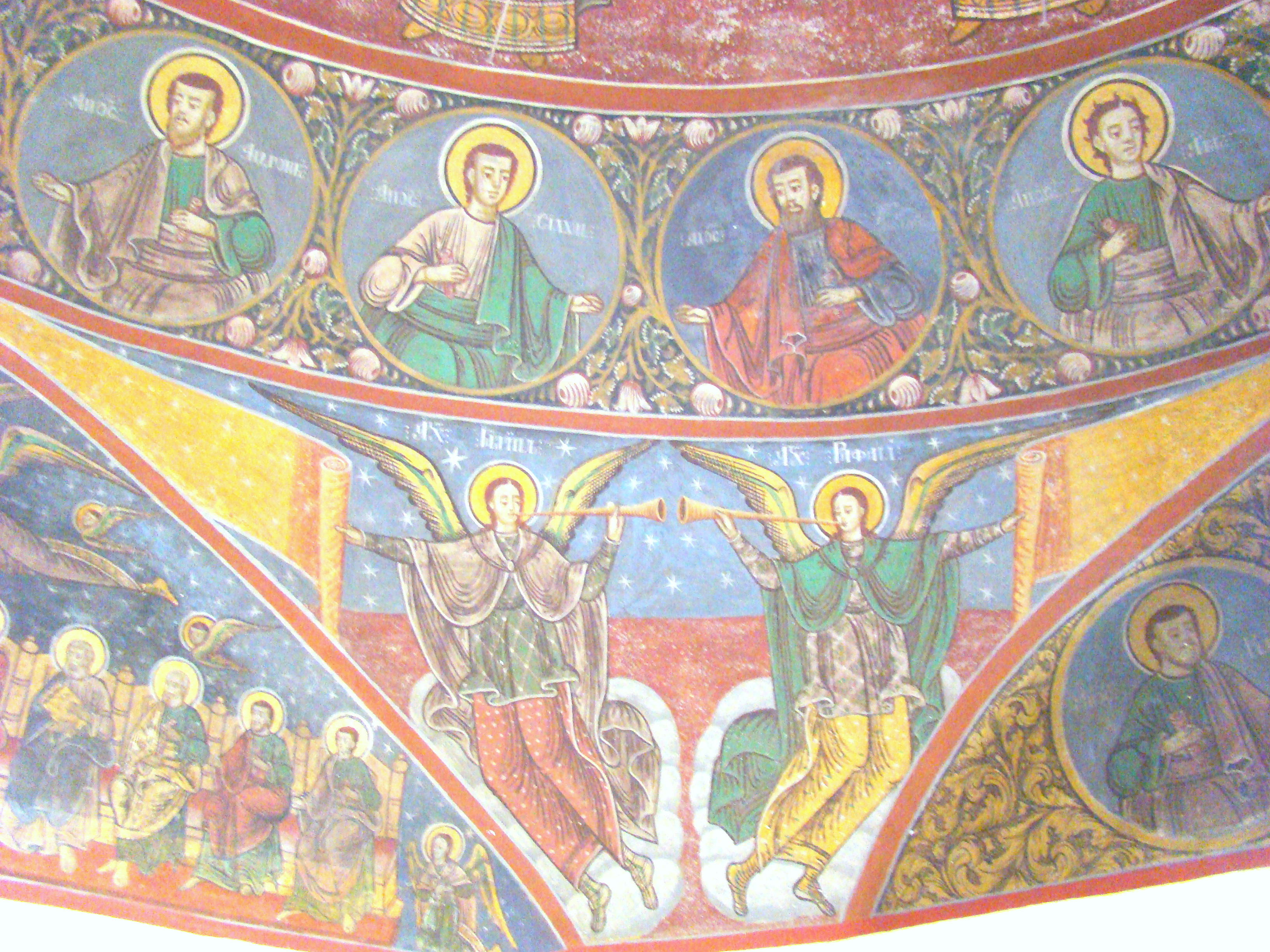
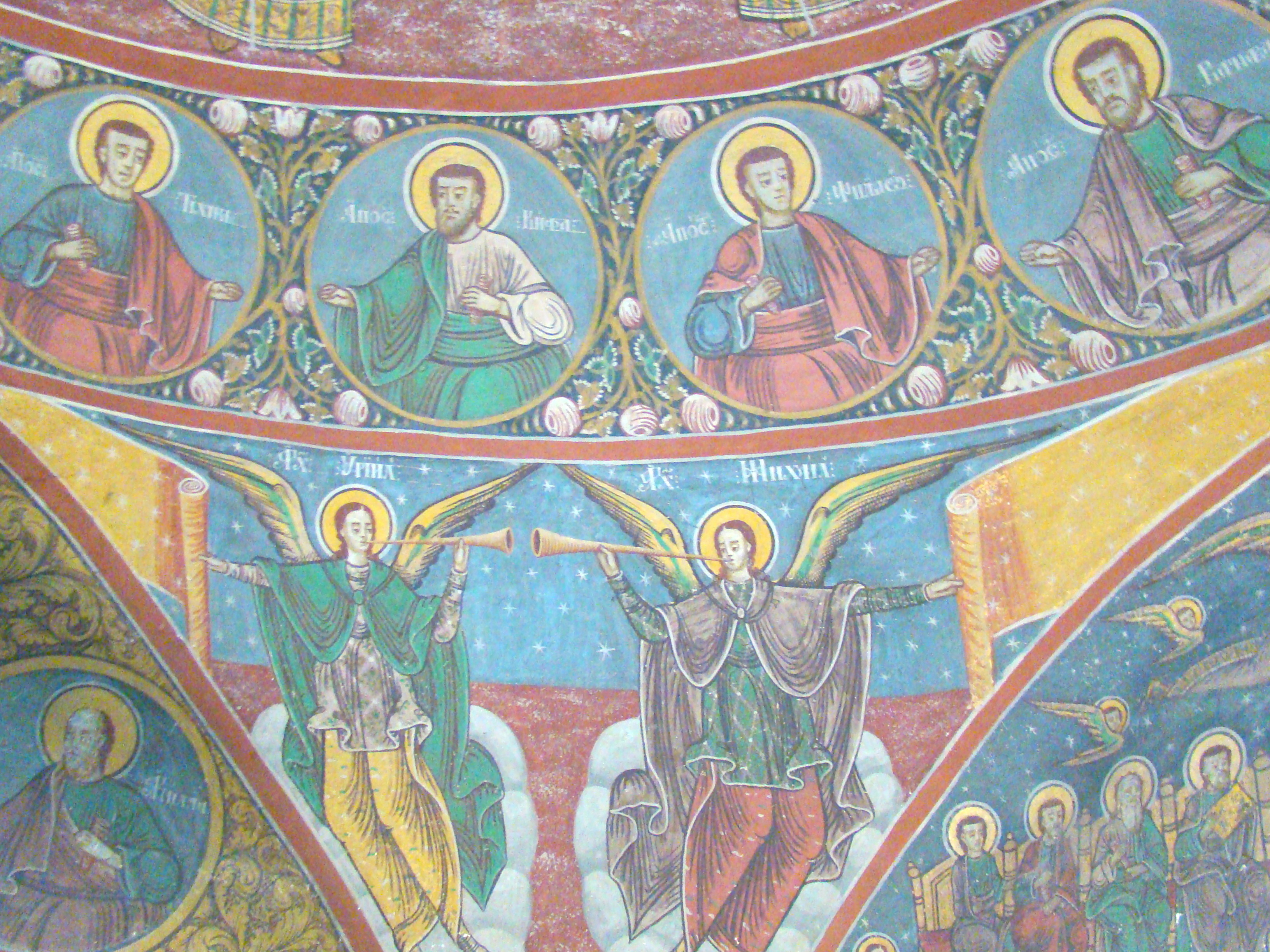
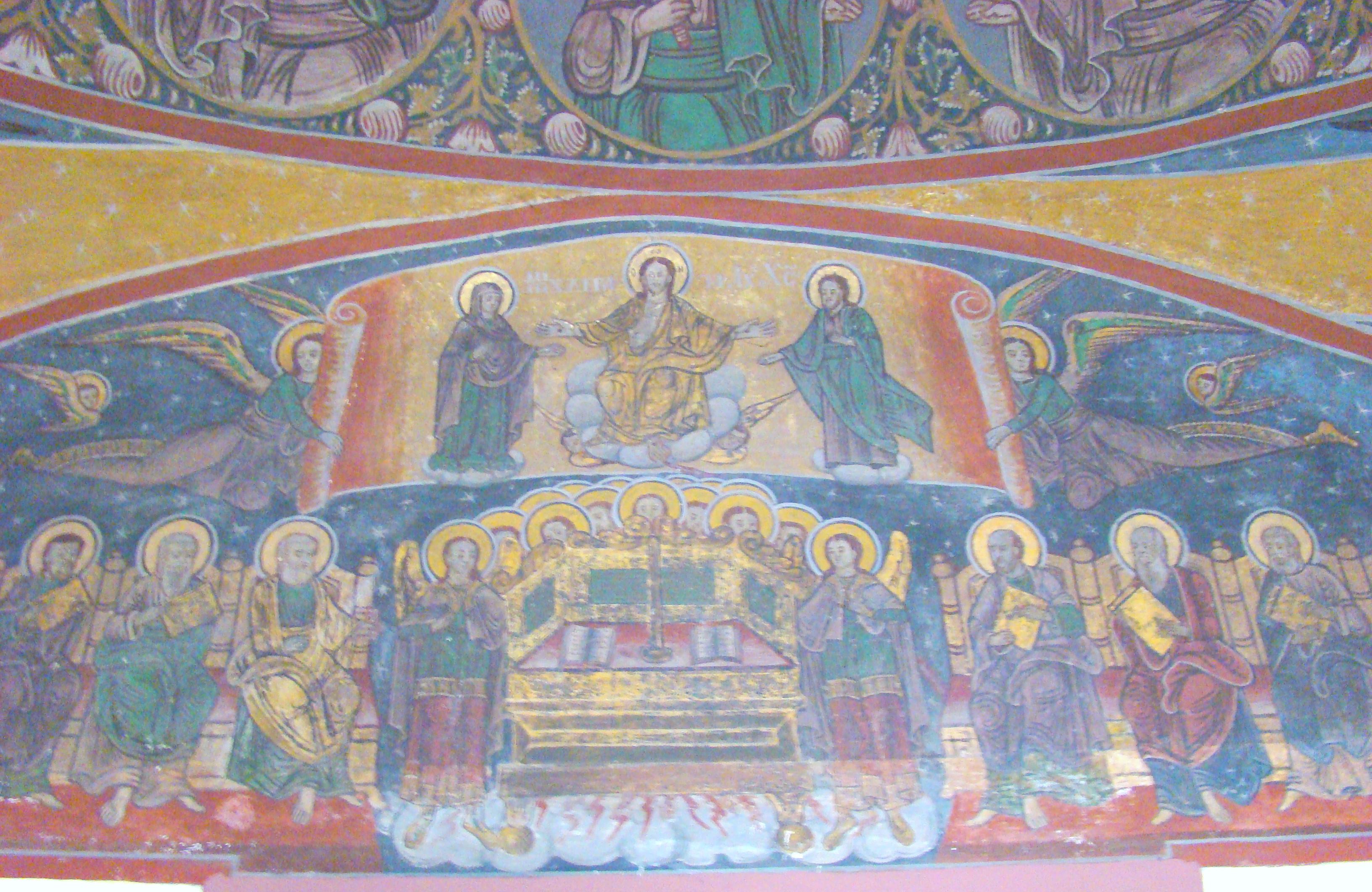
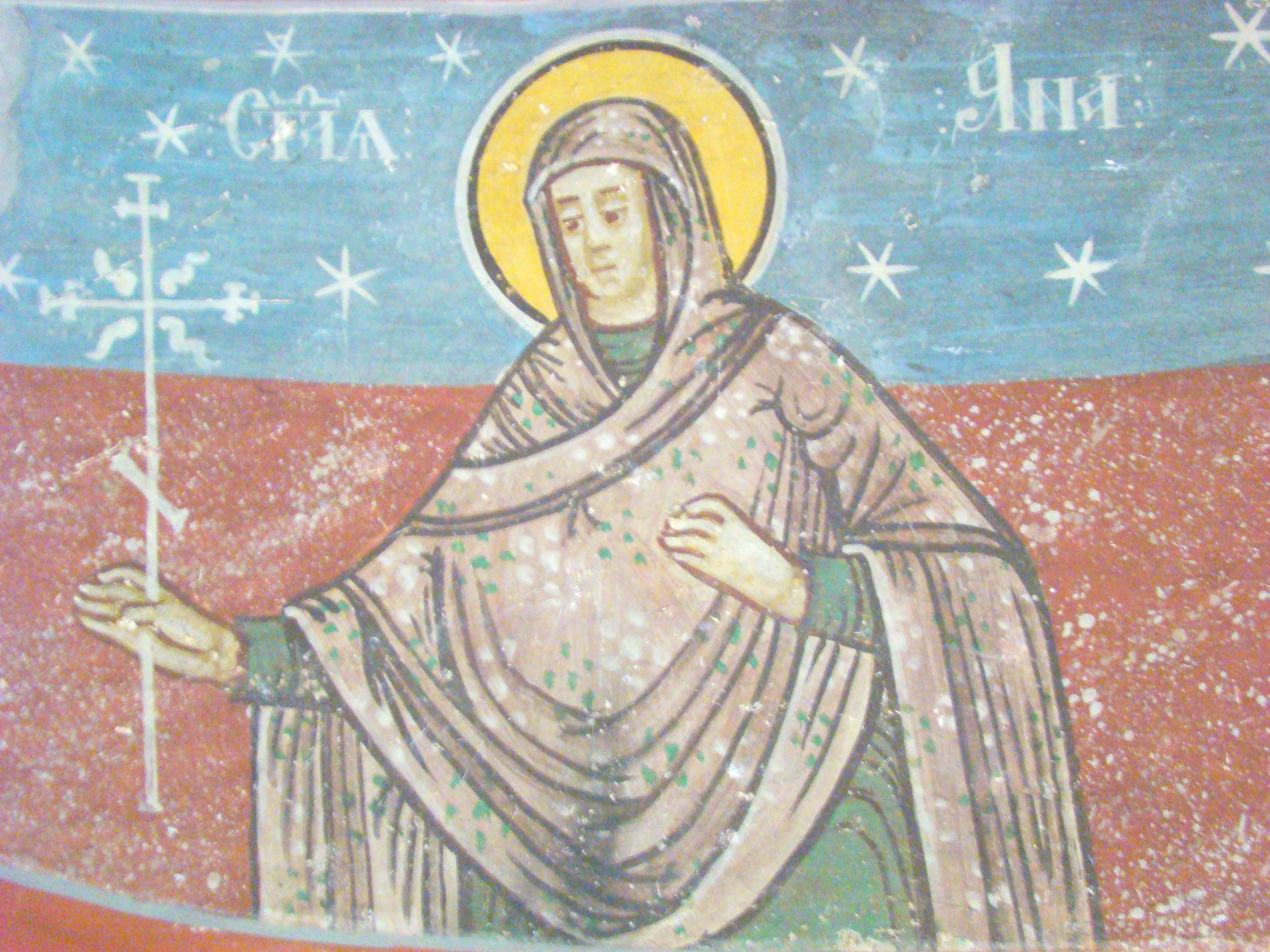
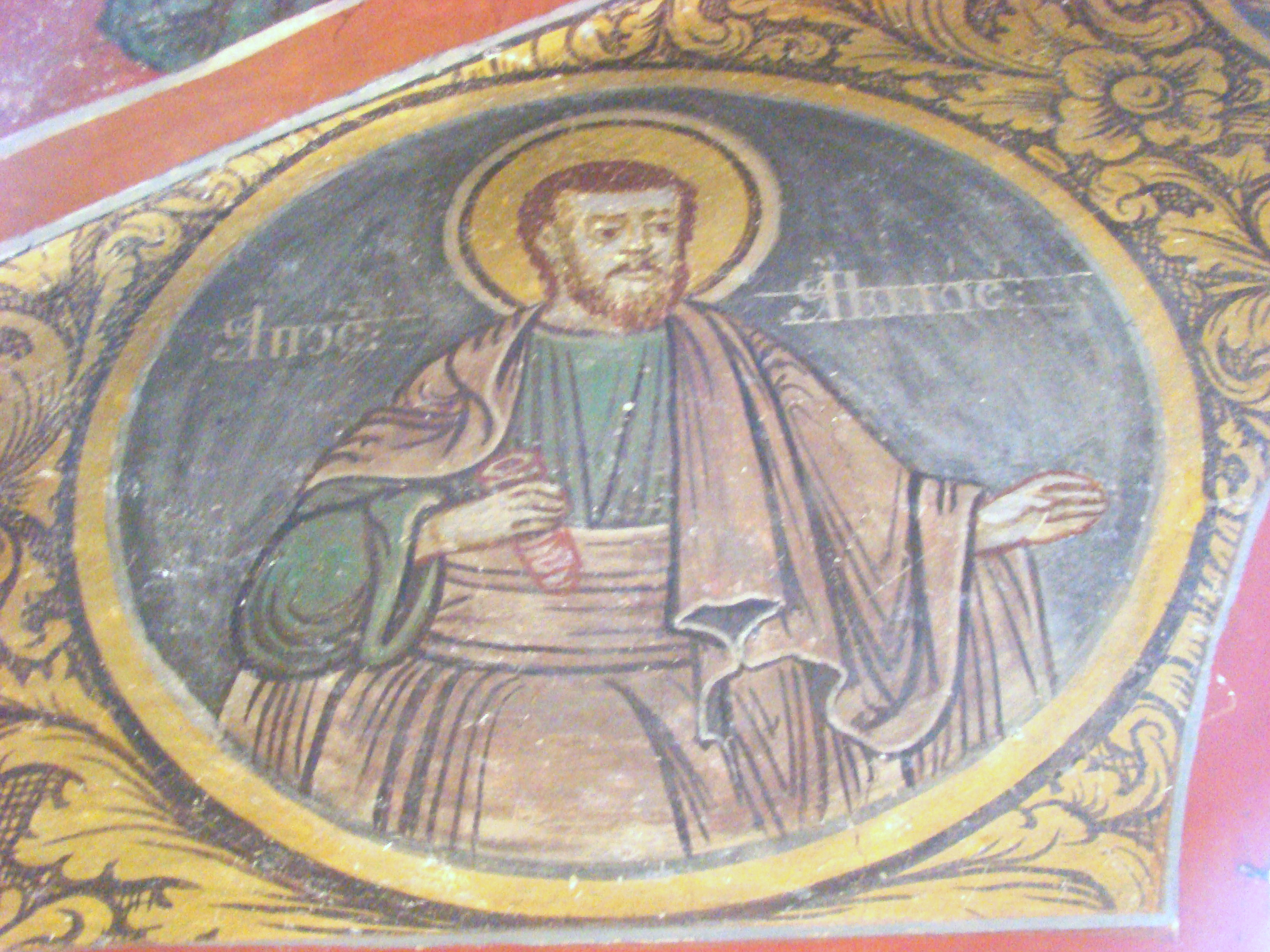
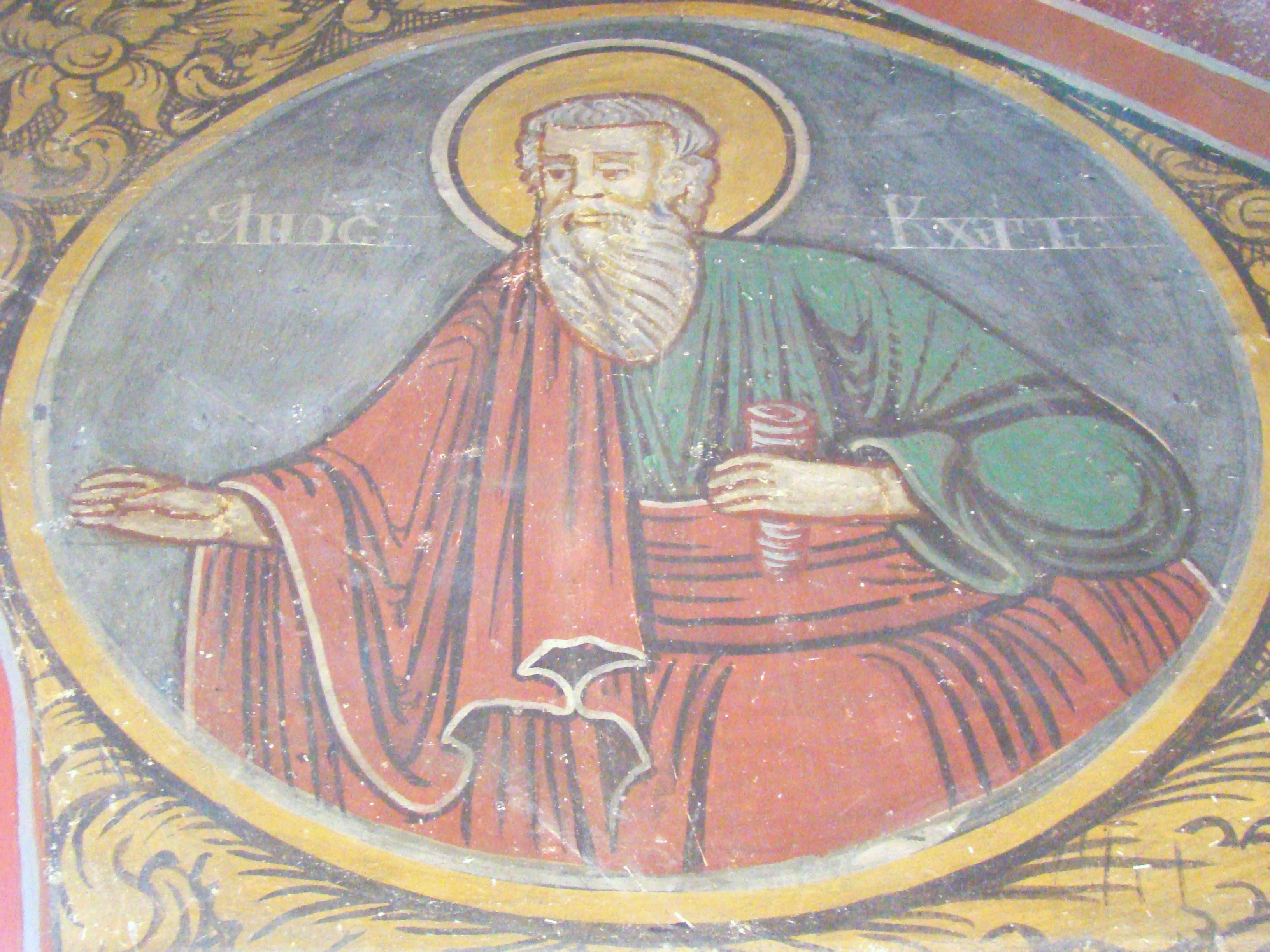
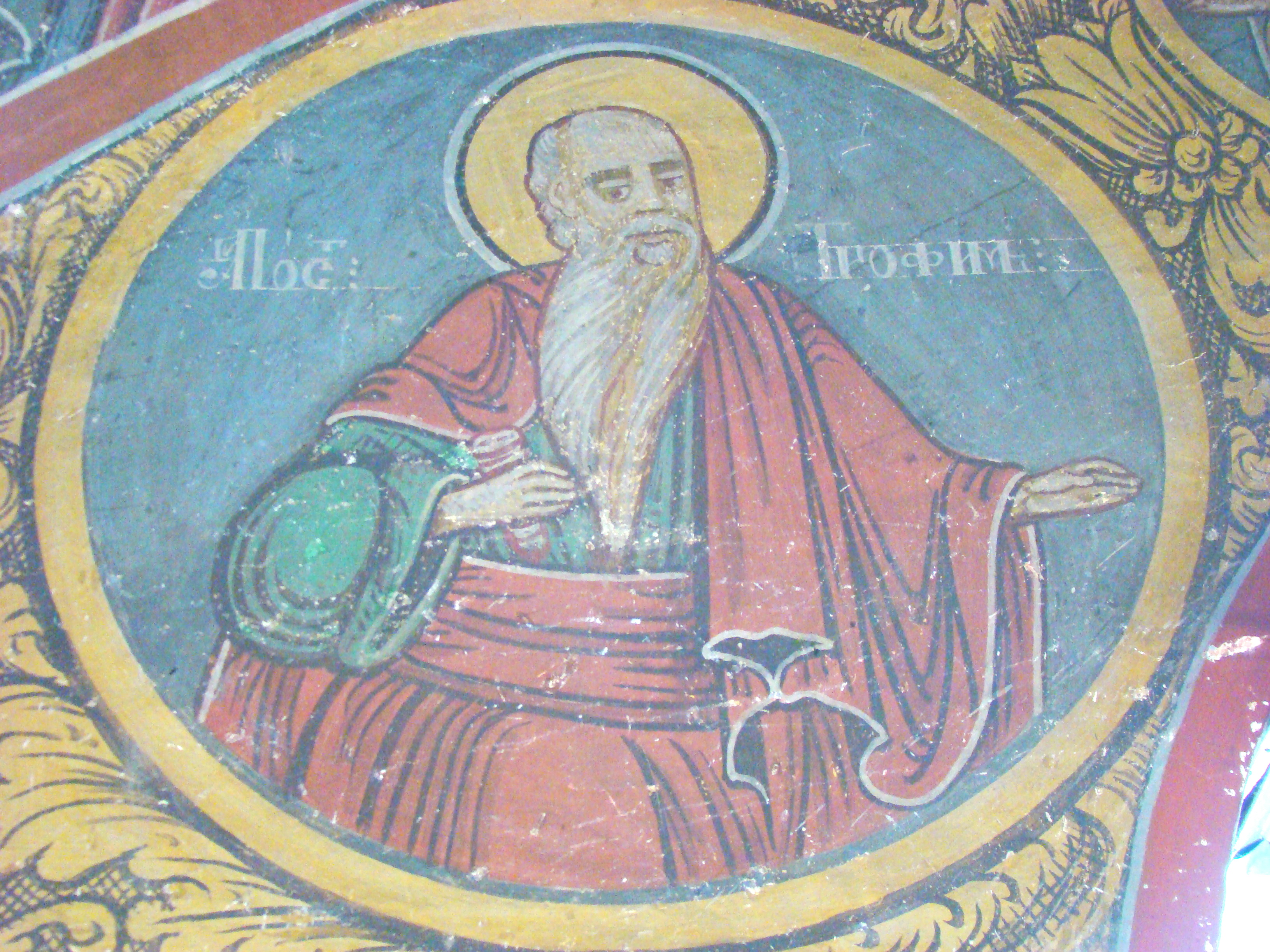
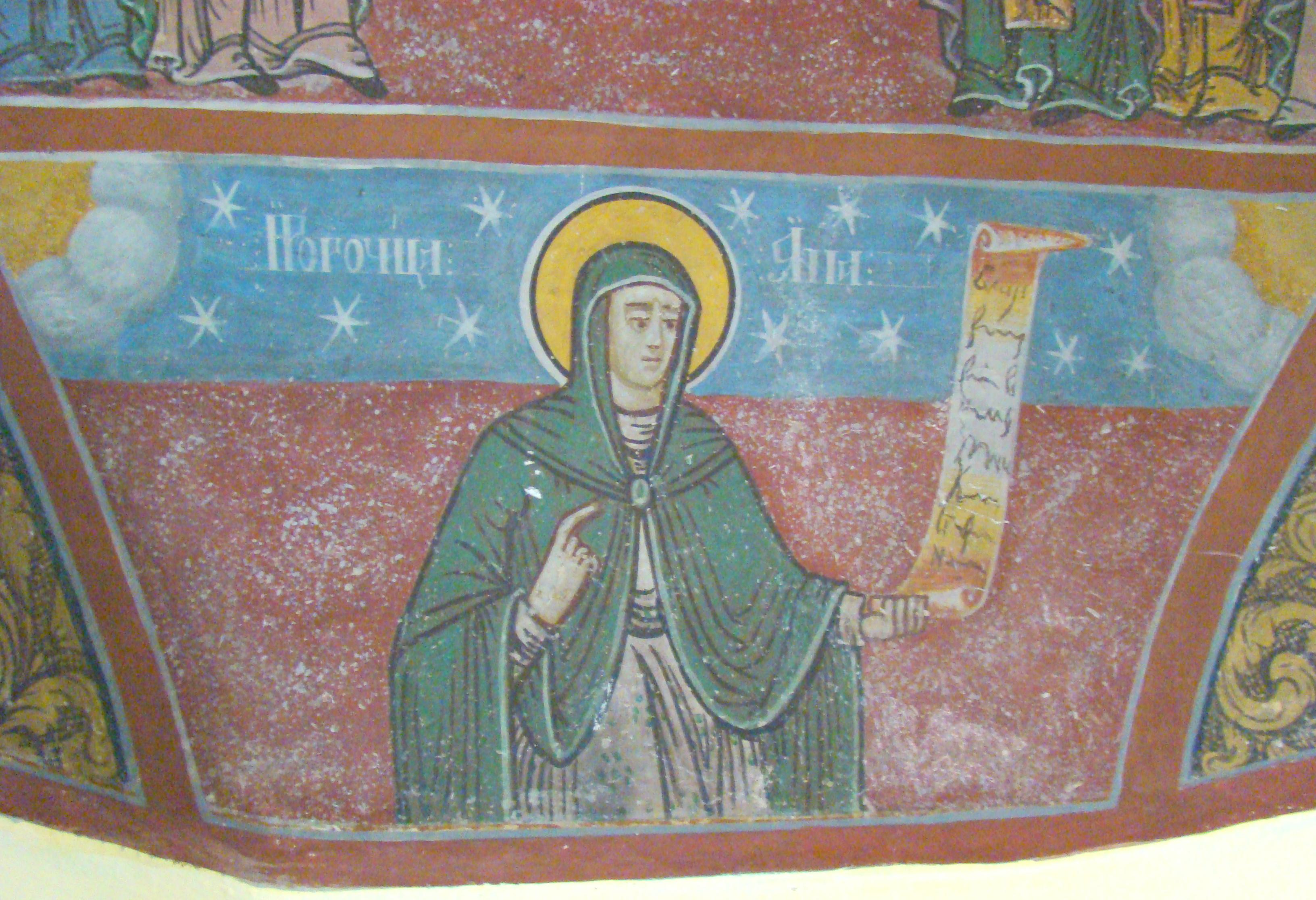
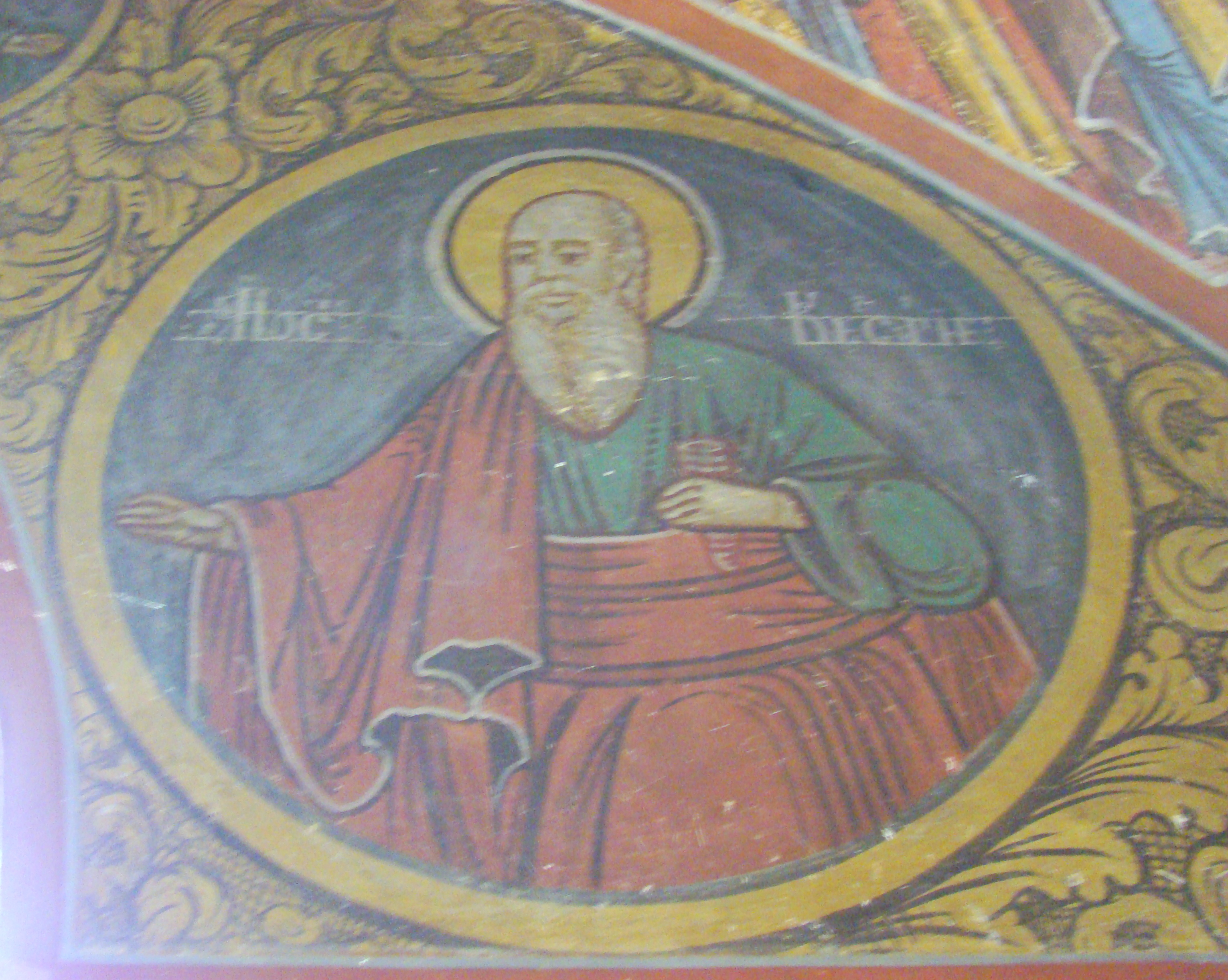